# 1986
| [ Edytuj tabelę ]                                                | |
| Przewodniczący Rady Państwa                                      | - 1985 Wojciech Jaruzelski 1989 |
| Premier Polski                                                   | - 1985 Zbigniew Messner 1988 |
| Prezydent Polski na uchodźstwie                                  | - 1979 Edward Bernard Raczyński 1986 - 1986 Kazimierz Sabbat 1989                                                                          |
| Premier rządu RP na uchodźstwie                                  | - 1976 Kazimierz Sabbat 1986 - 1986 Edward Szczepanik 1990                                                                                 |
| I sekretarz KC PZPR                                              | - 1981 Wojciech Jaruzelski 1989 |
| Prezydent Afganistanu                                            | - 1979 Babrak Karmal 1986 - 1986 Hadżi Mohammad Czamkani 1987                                                                              |
| Premier Afganistanu                                              | - 1981 Sultan Ali Kesztmand 1988 |
| Przywódca Albanii                                                | - 1985 Ramiz Alia 1991 |
| Premier Albanii                                                  | - 1982 Adil Çarçani 1991 |
| Prezydent Algierii                                               | - 1979 Szadli Bendżedid 1992 |
| Premier Algierii                                                 | - 1984 Abdelhamid Brahimi 1988 |
| Współksiążęta Andory                                             | - 1971 Joan Martí i Alanís 2003 - 1981 François Mitterrand 1995                                                                            |
| Premier Andory                                                   | - 1984 Josep Pintat-Solans 1990 |
| Prezydent Angoli                                                 | - 1979 José Eduardo dos Santos 2017 |
| Premier Antigui i Barbudy                                        | - 1981 Vere Cornwall Bird 1994 |
| Król Arabii Saudyjskiej                                          | - 1982 Fahd ibn Abd al-Aziz Al Su’ud 2005                                                                                                  |
| Prezydent Argentyny                                              | - 1983 Raúl Alfonsín 1989 |
| Premier Australii                                                | - 1983 Bob Hawke 1991 |
| Prezydent Austrii                                                | - 1974 Rudolf Kirchschläger 1986 - 1986 Kurt Waldheim 1992                                                                                 |
| Kanclerz Austrii                                                 | - 1983 Fred Sinowatz 1986 - 1986 Franz Vranitzky 1997                                                                                      |
| Premier Bahamów                                                  | - 1973 Lynden Pindling 1992 |
| Emir Bahrajnu                                                    | - 1971 Isa ibn Salman Al Chalifa 1999 |
| Premier Bahrajnu                                                 | - 1970 Chalifa ibn Salman Al Chalifa 2020                                                                                                  |
| Prezydent Bangladeszu                                            | - 1983 Hossain Mohammad Ershad 1990 |
| Premier Bangladeszu                                              | - 1984 Ataur Rahman Khan 1986 - 1986 Mizanur Rahman Chowdhury 1988                                                                         |
| Premier Barbadosu                                                | - 1985 Harold St. John 1986 - 1986 Errol Barrow 1987                                                                                       |
| Prezydent Birmy                                                  | - 1981 San Yu 1988 |
| Premier Birmy                                                    | - 1977 Maung Maung Kha 1988 |
| Król Belgów                                                      | - 1951 Baudouin 1993 |
| Premier Belgii                                                   | - 1981 Wilfried Martens 1992 |
| Premier Belize                                                   | - 1984 Manuel Esquivel 1989 |
| Prezydent Beninu                                                 | - 1972 Mathieu Kérékou 1991 |
| Król Bhutanu                                                     | - 1972 Jigme Singye Wangchuck 2006 |
| Premier Bhutanu                                                  | - 1964 urząd zniesiony 1998 |
| Prezydent Boliwii                                                | - 1985 Víctor Paz Estenssoro 1989 |
| Prezydent Botswany                                               | - 1980 Quett Masire 1998 |
| Prezydent Brazylii                                               | - 1985 José Sarney 1989 |
| Sułtan Brunei                                                    | - 1967 Hassanal Bolkiah |
| Przywódca Bułgarii                                               | - 1954 Todor Żiwkow 1989 |
| Premier Bułgarii                                                 | - 1981 Grisza Filipow 1986 - 1986 Georgi Atanasow 1990                                                                                     |
| Prezydent Burkiny Faso                                           | - 1984 Thomas Sankara 1987 |
| Prezydent Burundi                                                | - 1976 Jean-Baptiste Bagaza 1987 |
| Premier Burundi                                                  | - 1978 urząd zniesiony 1988 |
| Prezydent Chile                                                  | - 1973 Augusto Pinochet 1990 |
| Przewodniczący ChRL                                              | - 1983 Li Xiannian 1988 |
| Premier Chin                                                     | - 1980 Zhao Ziyang 1987 |
| Prezydent Cypru                                                  | - 1977 Spiros Kiprianu 1988 |
| Prezydent Cypru Północnego                                       | - 1983 Rauf Denktaş 2005 |
| Prezydent Czadu                                                  | - 1982 Hissène Habré 1990 |
| Premier Czadu                                                    | - 1982 urząd zniesiony 1991 |
| Prezydent Czechosłowacji                                         | - 1975 Gustáv Husák 1989 |
| Premier Czechosłowacji                                           | - 1970 Lubomír Štrougal 1988 |
| Król Danii                                                       | - 1972 Małgorzata II 2024 |
| Premier Danii                                                    | - 1982 Poul Schlüter 1993 |
| Dalajlama                                                        | - 1940 Tenzin Gjaco |
| Prezydent Dominikany                                             | - 1982 Salvador Jorge Blanco 1986 - 1986 Joaquín Balaguer 1996                                                                             |
| Prezydent Dominiki                                               | - 1983 Clarence Seignoret 1993 |
| Premier Dominiki                                                 | - 1980 Eugenia Charles 1995 |
| Prezydent Dżibuti                                                | - 1977 Hasan Guled Aptidon 1999 |
| Premier Dżibuti                                                  | - 1978 Barkat Gourad Hamadou 2001 |
| Prezydent Egiptu                                                 | - 1981 Husni Mubarak 2011 |
| Premier Egiptu                                                   | - 1985 Ali Lutfi 1986 - 1986 Atif Sidki 1996                                                                                               |
| Prezydent Ekwadoru                                               | - 1984 León Febres Cordero Ribadeneyra 1988                                                                                                |
| Przewodniczący Wojskowej Rady Administracyjnej Etiopii           | - 1977 Mengystu Hajle Marjam 1987 |
| Przew. Komisji Europejskiej                                      | - 1985 Jacques Delors (Francja) 1995 |
| Premier Fidżi                                                    | - 1970 Kamisese Mara 1987 |
| Prezydent Filipin                                                | - 1965 Ferdinand Marcos 1986 - 1986 Corazon Aquino 1992                                                                                    |
| Prezydent Finlandii                                              | - 1981 Mauno Koivisto 1994 |
| Premier Finlandii                                                | - 1982 Kalevi Sorsa 1987 |
| Prezydent Francji                                                | - 1981 François Mitterrand 1995 |
| Premier Francji                                                  | - 1984 Laurent Fabius 1986 - 1986 Jacques Chirac 1988                                                                                      |
| Prezydent Gabonu                                                 | - 1967 Omar Bongo 2009 |
| Premier Gabonu                                                   | - 1975 Léon Mébiame 1990 |
| Prezydent Gambii                                                 | - 1970 Dawda Kairaba Jawara 1994 |
| Prezydent Ghany                                                  | - 1981 Jerry John Rawlings 2001 |
| Prezydent Grecji                                                 | - 1985 Christos Sardzetakis 1990 |
| Premier Grecji                                                   | - 1981 Andreas Papandreu 1989 |
| Premier Grenady                                                  | - 1984 Herbert Blaize 1989 |
| Prezydent Gujany                                                 | - 1985 Desmond Hoyte 1992 |
| Premier Gujany                                                   | - 1985 Hamilton Green 1992 |
| Prezydent Gwatemali                                              | - 1983 Óscar Humberto Mejía Victores 1986 - 1986 Marco Vinicio Cerezo Arévalo 1991                                                         |
| Prezydent Gwinei                                                 | - 1984 Lansana Conté 2008 |
| Premier Gwinei                                                   | - 1984 urząd zniesiony 1996 |
| Prezydent Gwinei Bissau                                          | - 1984 João Bernardo Vieira 1999 |
| Premier Gwinei Bissau                                            | - 1984 urząd zniesiony 1991 |
| Prezydent Gwinei Równikowej                                      | - 1979 Teodoro Obiang Nguema Mbasogo |
| Premier Gwinei Równikowej                                        | - 1982 Cristino Seriche Bioko 1992 |
| Prezydent Haiti                                                  | - 1971 Jean-Claude Duvalier 1986 - 1986 Henri Namphy 1988                                                                                  |
| Król Hiszpanii                                                   | - 1975 Jan Karol I 2014 |
| Premier Hiszpanii                                                | - 1982 Felipe González 1996 |
| Król Holandii                                                    | - 1980 Beatrycze 2013 |
| Premier Holandii                                                 | - 1982 Ruud Lubbers 1994 |
| Prezydent Hondurasu                                              | - 1982 Roberto Suazo Córdova 1986 - 1986 José Azcona del Hoyo 1990                                                                         |
| Najwyższy przywódca Iranu                                        | - 1979 Ruhollah Chomejni 1989 |
| Prezydent Iranu                                                  | - 1981 Ali Chamenei 1989 |
| Premier Iranu                                                    | - 1981 Mir-Hosejn Musawi 1989 |
| Prezydent Iraku                                                  | - 1979 Saddam Husajn 2003 |
| Premier Iraku                                                    | - 1979 Saddam Husajn 1991 |
| Prezydent Indii                                                  | - 1982 Giani Zail Singh 1987 |
| Premier Indii                                                    | - 1984 Rajiv Gandhi 1989 |
| Prezydent Indonezji                                              | - 1967 Suharto 1998 |
| Prezydent Irlandii                                               | - 1976 Patrick Hillery 1990 |
| Premier Irlandii                                                 | - 1982 Garret FitzGerald 1987 |
| Prezydent Islandii                                               | - 1980 Vigdís Finnbogadóttir 1996 |
| Premier Islandii                                                 | - 1983 Steingrímur Hermannsson 1987 |
| Prezydent Izraela                                                | - 1983 Chaim Herzog 1993 |
| Premier Izraela                                                  | - 1984 Szimon Peres 1986 - 1986 Icchak Szamir 1992                                                                                         |
| Premier Jamajki                                                  | - 1980 Edward Seaga 1989 |
| Cesarz Japonii                                                   | - 1926 Hirohito 1989 |
| Premier Japonii                                                  | - 1982 Yasuhiro Nakasone 1987 |
| Prezydent Jemenu Południowego                                    | - 1980 Ali Nasir Muhammad 1986 - 1986 Hajdar Abu Bakr al-Attas 1990                                                                        |
| Prezydent Jemenu Północnego                                      | - 1978 Ali Abd Allah Salih 1990 |
| Król Jordanii                                                    | - 1952 Husajn 1999 |
| Premier Jordanii                                                 | - 1985 Zajd ar-Rifa’i 1989 |
| Prezydent Jugosławii                                             | - 1985 Radovan Vlajković 1986 - 1986 Sinan Hasani 1987                                                                                     |
| Premier Jugosławii                                               | - 1982 Milka Planinc 1986 - 1986 Branko Mikulić 1989                                                                                       |
| Prezydent Kamerunu                                               | - 1982 Paul Biya |
| Premier Kamerunu                                                 | - 1984 urząd zniesiony 1991 |
| Przywódca Ludowej Republiki Kampuczy                             | - 1972 Heng Samrin 1992 |
| Premier Republiki Kampuczy                                       | - 1985 Hun Sen 1993 |
| Premier Kanady                                                   | - 1984 Brian Mulroney 1993 |
| Emir Kataru                                                      | - 1972 Chalifa ibn Ahmad 1995 |
| Premier Kataru                                                   | - 1971 Chalifa ibn Ahmad 1995 |
| Prezydent Kenii                                                  | - 1978 Daniel Moi 2002 |
| Prezydent Kiribati                                               | - 1983 Ieremia Tabai 1991 |
| Prezydent Kolumbii                                               | - 1982 Belisario Betancur 1986 - 1986 Virgilio Barco Vargas 1990                                                                           |
| Prezydent Konga                                                  | - 1979 Denis Sassou-Nguesso 1992 |
| Premier Konga                                                    | - 1984 Ange Édouard Poungui 1989 |
| Patriarcha Konstantynopola                                       | - 1972 Dymitr I 1991 |
| Prezydent Korei Południowej                                      | - 1980 Chun Doo-hwan 1988 |
| Premier Korei Południowej                                        | - 1985 Lho Shin-yong 1987 |
| Prezydent KRLD                                                   | - 1972 Kim Il Sŏng 1994 |
| Premier KRLD                                                     | - 1984 Kang Sŏng San 1986 - 1986 Ri Gŭn Mo 1988                                                                                            |
| Prezydent Kostaryki                                              | - 1982 Luis Alberto Monge 1986 - 1986 Óscar Arias Sánchez 1990                                                                             |
| Przewodniczący Rady Państwa Kuby                                 | - 1976 Fidel Castro 2008 |
| Emir Kuwejtu                                                     | - 1977 Dżabir III 2006 |
| Premier Kuwejtu                                                  | - 1978 Sad al-Abd Allah as-Salim as-Sabah 2003                                                                                             |
| Prezydent Laosu                                                  | - 1975 Tiao Souphanouvong 1991 - 1986 Phoumi Vongvichit (p.o.) 1991                                                                        |
| Król Lesotho                                                     | - 1966 Moshoeshoe II 1990 |
| Premier Lesotho                                                  | - 1965 Leabua Jonathan 1986 - 1986 Justin Lekhanya 1991                                                                                    |
| Prezydent Libanu                                                 | - 1982 Amin al-Dżumajjil 1988 |
| Premier Libanu                                                   | - 1984 Raszid Karami 1987 |
| Prezydent Liberii                                                | - 1980 Samuel Doe 1990 |
| Przywódca Libii                                                  | - 1969 Mu’ammar al-Kaddafi 2011 |
| Premier Libii                                                    | - 1984 Muhammad az-Zarruk Radżab 1986 - 1986 Dżad Allah Azzuz at-Talhi 1987                                                                |
| Sekretarz generalny PKL Libii                                    | - 1984 Miftah al-Usta Umar 1990 |
| Książę Liechtensteinu                                            | - 1938 Franciszek Józef II 1989 |
| Premier Liechtensteinu                                           | - 1978 Hans Brunhart 1993 |
| Premier Litwyna emigracji                                        | - 1983 Stasys Antanas Bačkis 1987 |
| Wielki książę Luksemburga                                        | - 1964 Jan 2000 |
| Premier Luksemburga                                              | - 1984 Jacques Santer 1995 |
| Prezydent Madagaskaru                                            | - 1975 Didier Ratsiraka 1993 |
| Premier Madagaskaru                                              | - 1977 Désiré Rakotoarijaona 1988 |
| Prezydent Malawi                                                 | - 1966 Hastings Kamuzu Banda 1994 |
| Prezydent Malediwów                                              | - 1978 Maumun ̓Abdul Gajum 2008 |
| Król Malezji                                                     | - 1984 Iskandar 1989 |
| Premier Malezji                                                  | - 1981 Mahathir bin Mohamad 2003 |
| Prezydent Mali                                                   | - 1968 Moussa Traoré 1991 |
| Premier Mali                                                     | - 1969 urząd zniesiony 1986 - 1986 Mamadou Dembelé 1988                                                                                    |
| Prezydent Malty                                                  | - 1982 Agatha Barbara 1987 |
| Premier Malty                                                    | - 1984 Karmenu Mifsud Bonnici 1987 |
| Król Maroka                                                      | - 1961 Hassan II 1999 |
| Premier Maroka                                                   | - 1983 Mohammed Karim Lamrani 1986 - 1986 Izz ad-Din al-Araki 1992                                                                         |
| Prezydent Mauretanii                                             | - 1984 Maawija uld Sid’Ahmad Taja 2005 |
| Premier Mauretanii                                               | - 1984 Maawija uld Sid’Ahmad Taja 1992 |
| Premier Mauritiusa                                               | - 1982 Anerood Jugnauth 1995 |
| Prezydent Meksyku                                                | - 1982 Miguel de la Madrid 1988 |
| Prezydent Mikronezji                                             | - 1986 Tosiwo Nakayama 1987 |
| Książę Monako                                                    | - 1949 Rainier III 2005 |
| Minister stanu Monako                                            | - 1985 Jean Ausseil 1991 |
| Przewodniczący Prezydium Wielkiego Churału Ludowego Mongolii     | - 1984 Dżambyn Batmönch 1990 |
| Premier Mongolii                                                 | - 1984 Dumaagijn Sodnom 1990 |
| Prezydent Mozambiku                                              | - 1975 Samora Machel 1986 - 1986 Joaquim Chissano 2005                                                                                     |
| Premier Mozambiku                                                | - 1986 Mário da Graça Machungo 1994 |
| Sekretarz generalny NATO                                         | - 1984 Peter Carington (Wielka Brytania) 1988                                                                                              |
| Prezydent Nauru                                                  | - 1978 Hammer DeRoburt 1986 - 1986 Kennan Adeang 1986 - 1986 Hammer DeRoburt 1986 - 1986 Kennan Adeang 1986 - 1986 Hammer DeRoburt 1989    |
| Król Nepalu                                                      | - 1972 Birendra 2001 |
| Premier Nepalu                                                   | - 1983 Lokendra Bahadur Chand 1986 - 1986 Nagendra Prasad Rijal 1986 - 1986 Marich Man Singh Shrestha 1990                                 |
| Prezydent Niemiec                                                | - 1984 Richard von Weizsäcker 1994 |
| Kanclerz Niemiec                                                 | - 1982 Helmut Kohl 1998 |
| Prezydent Nigru                                                  | - 1974 Seyni Kountché 1987 |
| Premier Nigru                                                    | - 1983 Hamid Algabid 1988 |
| Prezydent Nigerii                                                | - 1985 Ibrahim Babangida 1993 |
| Prezydent Nikaragui                                              | - 1985 Daniel Ortega 1990 |
| Król Norwegii                                                    | - 1957 Olaf V 1991 |
| Premier Norwegii                                                 | - 1981 Kåre Willoch 1986 - 1986 Gro Harlem Brundtland 1989                                                                                 |
| Premier Nowej Zelandii                                           | - 1984 David Lange 1989 |
| Przewodniczący Rady Państwa NRD                                  | - 1976 Erich Honecker 1989 |
| Premier NRD                                                      | - 1976 Willi Stoph 1989 |
| Sułtan Omanu                                                     | - 1970 Kabus ibn Sa’id 2020 |
| Sekretarz generalny ONZ                                          | - 1982 Javier Pérez de Cuéllar (Peru) 1991                                                                                                 |
| Prezydent Pakistanu                                              | - 1978 Muhammad Zia ul-Haq 1988 |
| Premier Pakistanu                                                | - 1985 Mohammad Khan Junejo 1988 |
| Prezydent Palau                                                  | - 1985 Lazarus Salii 1988 |
| Prezydent Panamy                                                 | - 1985 Eric Arturo Delvalle (p.o.) 1988 |
| Wojskowy przywódca Panamy                                        | - 1983 Manuel Noriega 1989 |
| Papież                                                           | - 1978 Jan Paweł II 2005 |
| Premier Papui-Nowej Gwinei                                       | - 1985 Paias Wingti 1988 |
| Prezydent Paragwaju                                              | - 1954 gen. Alfredo Stroessner 1989 |
| Prezydent Peru                                                   | - 1985 Alan García Pérez 1990 |
| Premier Peru                                                     | - 1985 Luis Alva Castro 1987 |
| Prezydent Południowej Afryki                                     | - 1984 Pieter Botha 1989 |
| Prezydent Portugalii                                             | - 1976 António Ramalho Eanes 1986 - 1986 Mário Soares 1996                                                                                 |
| Premier Portugalii                                               | - 1985 Anibal Cavaco Silva 1995 |
| Sekretarz generalny Rady Europy                                  | - 1984 Marcelino Oreja Aguirre (Hiszpania) 1989                                                                                            |
| Prezydent Republiki Środkowoafrykańskiej                         | - 1981 André Kolingba 1993 |
| Premier Republiki Środkowoafrykańskiej                           | - 1981 urząd zniesiony 1991 |
| Prezydent Republiki Zielonego Przylądka                          | - 1975 Aristides Pereira 1991 |
| Premier Republiki Zielonego Przylądka                            | - 1975 Pedro Pires 1991 |
| Prezydent Rumunii                                                | - 1967 Nicolae Ceaușescu 1989 |
| Premier Rumunii                                                  | - 1982 Constantin Dăscălescu 1989 |
| Prezydent Rwandy                                                 | - 1973 Juvénal Habyarimana 1994 |
| Premier Saint Kitts i Nevis                                      | - 1983 Kennedy Simonds 1995 |
| Premier Saint Lucia                                              | - 1982 John Compton 1996 |
| Premier Saint Vincent i Grenadyn                                 | - 1984 James Fitz-Allen Mitchell 2000 |
| Prezydent Salwadoru                                              | - 1984 José Napoleón Duarte 1989 |
| O le Ao o le Malo Samoa                                          | - 1962 Malietoa Tanumafili II 2007 |
| Premier Samoa                                                    | - 1985 Vaʻai Kolone 1988 |
| Kapitanowie regenci San Marino                                   | - 1985 Pier Paolo Gasperoni Ubaldo Biordi 1986 - 1986 Marino Venturini Ariosto Maiani 1986 - 1986 Giuseppe Arzilli Maurizio Tomassoni 1987 |
| Sekretarz Stanu do spraw Politycznych i Zagranicznych San Marino | - 1978 Giordano Bruno Reffi 1986 - 1986 Gabriele Gatti 2002                                                                                |
| Prezydent Senegalu                                               | - 1981 Abdou Diouf 2000 |
| Premier Senegalu                                                 | - 1983 urząd zniesiony 1991 |
| Prezydent Seszeli                                                | - 1977 France-Albert René 2004 |
| Prezydent Sierra Leone                                           | - 1985 Joseph Saidu Momoh 1992 |
| Prezydent Singapuru                                              | - 1985 Wee Kim Wee 1993 |
| Premier Singapuru                                                | - 1965 Lee Kuan Yew 1990 |
| Prezydent Somalii                                                | - 1969 Mohammed Siad Barre 1991 |
| Premier Somalii                                                  | - 1970 urząd zniesiony 1987 |
| Prezydent Sri Lanki                                              | - 1978 Junius Jayewardene 1989 |
| Premier Sri Lanki                                                | - 1978 Ranasinghe Premadasa 1989 |
| Król Suazi                                                       | - 1983 Ntombi (królowa-regentka) 1986 - 1986 Ntombi (współpanująca) 2018 - 1986 Mswati III 2018                                            |
| Premier Suazi                                                    | - 1983 Bhekimpi Dlamini 1986 - 1986 Sotsha Dlamini 1989                                                                                    |
| Prezydent Sudanu                                                 | - 1985 Abd ar-Rahman Siwar az-Zahab 1986 - 1986 Ahmad al-Mirghani 1989                                                                     |
| Premier Sudanu                                                   | - 1985 Al-Dżazuli Dafalla 1986 - 1986 Sadik al-Mahdi 1989                                                                                  |
| Prezydent Surinamu                                               | - 1982 Fred Ramdat Misier 1988 |
| Prezydent Syrii                                                  | - 1971 Hafiz al-Asad 2000 |
| Premier Syrii                                                    | - 1980 Abd ar-Ra’uf al-Kasm 1987 |
| Prezydent Szwajcarii                                             | - 1986 Alphons Egli 1986 |
| Król Szwecji                                                     | - 1973 Karol XVI Gustaw |
| Premier Szwecji                                                  | - 1982 Olof Palme 1986 - 1986 Ingvar Carlsson 1991                                                                                         |
| Król Tajlandii                                                   | - 1946 Bhumibol Adulyadej 2016 |
| Premier Tajlandii                                                | - 1980 Prem Tinsulanonda 1988 |
| Prezydent Tajwanu                                                | - 1978 Chiang Ching-kuo 1988 |
| Prezydent Tanzanii                                               | - 1985 Ali Hassan Mwinyi 1995 |
| Premier Tanzanii                                                 | - 1985 Joseph Warioba 1990 |
| Prezydent Togo                                                   | - 1967 Gnassingbé Eyadéma 2005 |
| Premier Togo                                                     | - 1961 urząd zniesiony 1991 |
| Król Tonga                                                       | - 1965 Taufaʻahau Tupou IV 2006 |
| Premier Tonga                                                    | - 1965 Sione Ngū Manumataongo Uelingatoni 1991                                                                                             |
| Prezydent Trynidadu i Tobago                                     | - 1976 Ellis Clarke 1987 |
| Premier Trynidadu i Tobago                                       | - 1981 George Chambers 1986 - 1986 Arthur N.R. Robinson 1991                                                                               |
| Prezydent Tunezji                                                | - 1957 Habib Burgiba 1987 |
| Premier Tunezji                                                  | - 1980 Muhammad Mizali 1986 - 1986 Raszid Safar 1987                                                                                       |
| Prezydent Turcji                                                 | - 1980 Kenan Evren 1989 |
| Premier Turcji                                                   | - 1983 Turgut Özal 1989 |
| Prezydent Ugandy                                                 | - 1986 Yoweri Museveni |
| Premier Ugandy                                                   | - 1985 Abraham Waligo 1986 - 1986 Samson Kisekka 1991                                                                                      |
| Prezydent Urugwaju                                               | - 1985 Julio María Sanguinetti 1990 |
| Prezydent USA                                                    | - 1981 Ronald Reagan 1989 |
| Prezydent Vanuatu                                                | - 1984 George Kalkoa 1989 |
| Premier Vanuatu                                                  | - 1980 Walter Lini 1991 |
| Prezydent Wenezueli                                              | - 1984 Jaime Lusinchi 1989 |
| Prezydent Węgier                                                 | - 1967 Pál Losonczi 1987 |
| Premier Węgier                                                   | - 1975 György Lázár 1987 |
| Monarcha Wielkiej Brytanii                                       | - 1952 Elżbieta II 2022 |
| Premier Wielkiej Brytanii                                        | - 1979 Margaret Thatcher 1990 |
| Prezydent Wietnamu                                               | - 1981 Rada Państwa 1992 |
| Premier Wietnamu                                                 | - 1976 Phạm Văn Đồng 1987 |
| Prezydent Włoch                                                  | - 1985 Francesco Cossiga 1992 |
| Premier Włoch                                                    | - 1983 Bettino Craxi 1987 |
| Prezydent WKS                                                    | - 1960 Félix Houphouët-Boigny 1993 |
| Premier WKS                                                      | - 1960 urząd zniesiony 1990 |
| Prezydent Wysp Marshalla                                         | - 1986 Amata Kabua 1996 |
| Prezydent Wysp Świętego Tomasza i Książęcej                      | - 1975 Manuel Pinto da Costa 1991 |
| Prezydent Zambii                                                 | - 1964 Kenneth Kaunda 1991 |
| Prezydent Zairu                                                  | - 1971 Mobutu Sese Seko 1997 |
| Prezydent Zimbabwe                                               | - 1980 Canaan Banana 1987 |
| Premier Zimbabwe                                                 | - 1980 Robert Mugabe 1987 |
| Prezydent ZEA                                                    | - 1971 Zajid ibn Sultan Al Nahajjan 2004                                                                                                   |
| Premier ZEA                                                      | - 1979 Raszid ibn Said al-Maktum 1990 |
| Przywódca ZSRR                                                   | - 1985 Michaił Gorbaczow 1991 |
| Premier ZSRR                                                     | - 1985 Nikołaj Ryżkow 1991 |

Rok 1986 / MCMLXXXVI
stulecia: XIX wiek ~
XX wiek ~
XXI wiek

dziesięciolecia:
1950–1959 •
1960–1969 •
1970–1979 •
1980–1989
• 1990–1999
• 2000–2009
• 2010–2019

lata: 1976 «
1981 «
1982 «
1983 «
1984 «
1985 «
1986
» 1987
» 1988
» 1989
» 1990
» 1991
» 1996

## Wydarzenia w Polsce
- 1 stycznia:
  - Kisielice uzyskały prawa miejskie.
  - premiera 1. odcinka serialu Siedem życzeń w reżyserii Janusza Dymka.
- 9 stycznia – w Gdańsku aresztowano działającego od 4 lat w ukryciu Bogdana Borusewicza.
- 16 stycznia – w Warszawie rozpoczął się Światowy Kongres Intelektualistów w obronie pokojowej przyszłości świata.
- 29 stycznia – odbyło się pierwsze losowanie Super Lotka.
- 1 lutego – eksperymentalna wolna sprzedaż mięsa i przetworów „z nadwyżek produkcyjnych”; na próbę wybrano trzy województwa; popyt nadal przewyższał podaż.
- 13 lutego – dowódcą Marynarki Wojennej wyznaczono kontradm. Piotra Kołodziejczyka.
- 17 lutego – wzrost ceny gazet: 2 zł za egzemplarz.
- 21 lutego – Rada Ministrów postanowiła, że w zakładach ważnych dla gospodarki, obronności kraju i użyteczności publicznej wolno wydłużać czas pracy do 8 godzin na dobę i 46 godzin w tygodniu.
- 23 lutego – premiera filmu Bohater roku w reżyserii Feliksa Falka.
- 26 lutego – Wojciech Żukrowski został prezesem ZLP.
- 10 marca – premiera filmu Wkrótce nadejdą bracia.
- 13 marca – reaktywowano Bractwo Kurkowe Grodu Bytomskiego w Bytomiu.
- 14 marca – premiera filmu Sezon na bażanty w reżyserii Wiesława Saniewskiego.
- 16 marca – podwyżka cen chleba, kasz, mleka, masła, cukru, alkoholu; na sierpień 1986 zapowiedziano podwyżki cen mięsa.
- 19/20 marca – w nocy z Bazyliki Archikatedralnej w Gnieźnie skradziono z relikwiarza wykonaną w srebrze postać św. Wojciecha.
- 4 kwietnia – Narodowa Rada Kultury przedstawiła pesymistyczny raport o sytuacji w kulturze.
- 9 kwietnia – Francesco Colasuonno został nuncjuszem apostolskim w Polsce.
- 10 kwietnia – Sejm przyjął ustawę Prawo atomowe.
- 14 kwietnia – premiera filmu Dziewczęta z Nowolipek.
- 16 kwietnia – nowe podwyżki cen, oświadczenie TKK „Solidarności”.
- 22 kwietnia – zapadły wyroki pozbawienia wolności (od 2 do 4 lat) w procesie kierownictwa KPN.
- 23 kwietnia – w Gdańsku powstała anarchistyczna formacja artystyczna Totart.
- 28 kwietnia – alarm CLOR-u i początek akcji zmierzającej do ochrony ludności przed skutkami awarii elektrowni jądrowej w Czarnobylu.
- 2 maja – w 30-lecie ustawy o dopuszczalności przerywania ciąży Konferencja Episkopatu Polski wezwała władze do jej uchylenia „w poczuciu odpowiedzialności przed Bogiem i narodem”.
- 8 maja – arcybiskup Luigi Poggi, który blisko 12 lat kierował kontaktami Stolicy Apostolskiej z rządem PRL, zakończył misję nuncjusza do specjalnych poruczeń. Mówiło się coraz częściej o wznowieniu stosunków dyplomatycznych między Watykanem i Warszawą.
- 13 maja – rzecznik rządu Jerzy Urban zapowiedział przesłanie dla bezdomnych w Nowym Jorku 5 tysięcy koców i śpiworów.
- 15 maja – działacz „Solidarności”, Seweryn Jaworski, został skazany na 2 lata pozbawienia wolności za wzywanie do bojkotu wyborów.
- 31 maja – w Warszawie zatrzymany został Zbigniew Bujak, członek TKK Solidarność, ukrywający się od 13 grudnia 1981; aresztowani zostali również działacze regionu Mazowsze: Ewa Kulik i Konrad Bieliński.
- 12 czerwca – po 36 latach Polska została ponownie członkiem Międzynarodowego Funduszu Walutowego.
- 16 czerwca – premiera filmu obyczajowego Wakacje w Amsterdamie w reżyserii Krzysztofa Sowińskiego.
- 26 czerwca – na antenie TVP1 wyemitowano premierowe wydanie Teleexpressu.
- 27 czerwca:
  - 5 lat po złożeniu wniosku Polska została członkiem Międzynarodowego Banku Odbudowy i Rozwoju.
  - w Grudziądzu sprinterka Ewa Kasprzyk ustanowiła rekord Polski w biegu na 100 m wynikiem 10,93 s.
- 29 czerwca–3 lipca – z udziałem przedstawicieli z kilkudziesięciu krajów, w tym Michaiła Gorbaczowa i Willego Stopha odbył się X Zjazd PZPR, I sekretarzem został ponownie gen. W. Jaruzelski.
- 30 czerwca – według oficjalnych źródeł zadłużenie PRL osiągnęło 31,2 mld dolarów.
- 1 lipca – sprawcy grabieży w katedrze gnieźnieńskiej zostali skazani przez sąd poznański.
- 8 lipca – Ewa Kasprzyk ustanowiła rekord Polski w biegu na 200 m wynikiem 22,13 s. (rekord niepobity od 30 lat).
- 14 lipca – premiera filmu Lubię nietoperze.
- 17 lipca – Sejm uchwalił trzecią amnestię od czasu ogłoszenia stanu wojennego, była to ostatnia w dziejach Polski amnestia więźniów politycznych.
- 1 sierpnia – podwyżka cen mięsa i przetworów mięsnych.
- 1 września – powstał Zespół Szkół Muzycznych w Gdańsku-Wrzeszczu, w którego skład weszły: Państwowa Szkoła Muzyczna I st. im. Grażyny Bacewicz w Gdańsku-Wrzeszczu oraz Państwowa Szkoła Muzyczna II st. im. Fryderyka Chopina w Gdańsku-Wrzeszczu
- 5 września – premiera filmu Jezioro Bodeńskie.
- 10 września – do Polski przybył metropolita Filadelfii, kardynał John Krol.
- 11 września – w ramach trzeciej amnestii po stanie wojennym uwolniono 225 działaczy opozycji.
- 14 września:
  - podwyżka cen alkoholi o 15%, zapowiedź podwyżki opłat za przejazdy koleją i autobusami.
  - katastrofa kolejowa w Łochowie, w wyniku której zginęły 2 osoby, a 7 zostało rannych.
- 22 września – premiera komedii filmowej C.K. Dezerterzy w reżyserii Janusza Majewskiego.
- 29 września:
  - „Solidarność” wznowiła jawną działalność. Lech Wałęsa powołał kierownictwo Tymczasowej Rady NSZZ Solidarność.
  - Aleksander Krawczuk, profesor UJ, historyk kultury antycznej, został ministrem kultury.
- 30 września – Telewizja Polska wyemitowała premierowy odcinek serialu Alternatywy 4.
- 5 października – wyemitowano premierowe wydanie Magazynu Kryminalnego 997.
- 7 października – prymas Józef Glemp udał się z wizytą do Polonii Kanadyjskiej.
- 22 października – Gdańsk – bazylika Mariacka została podniesiona do rangi konkatedry diecezji gdańskiej.
- 30 października – wizyta byłego kanclerza RFN, Helmuta Schmidta; prywatne spotkanie z Edwardem Gierkiem.
- 17 listopada – przybył z wizytą arcybiskup Francesco Colasuonno, następca specjalnego nuncjusza Poggiego.
- 18 listopada:
  - były prezydent Włoch, senator Sandro Pertini, doktorem honoris causa Uniwersytetu Warszawskiego.
  - „Solidarność” członkiem Światowej Konferencji Pracy i Międzynarodowej Konferencji Wolnych Związków Zawodowych.
- 23 listopada – premiera pierwszego odcinka serialu Przyłbice i kaptury.
- 24 listopada – odbyła się premiera filmu Kronika wypadków miłosnych.
- 26 listopada – zaczął się II kongres („Zgromadzenie”) OPZZ.
- 1 grudnia – premiera filmu Tanie pieniądze.
- 4 grudnia – wystawa prac Józefa Szajny, pt. Teatr-Plastyka w Krakowie.
- 5 grudnia – premiera filmu animowanego Bolek i Lolek na Dzikim Zachodzie.
- 6 grudnia – powołano 56-osobową Radę Konsultacyjną przy Przewodniczącym Rady Państwa, jej większość utworzyli bezpartyjni.
- 17 grudnia – zakończyło się plenarne posiedzenie KC PZPR, poświęcone przyśpieszeniu reformy gospodarki.
- 27 grudnia – powstało Bractwo Kurkowe Grodu Jelcz – Laskowice.
- 30 grudnia – w katastrofie kolejowej pod Modlinem zginęło 6 osób, a 10 zostało rannych.
- 31 grudnia – powstało Muzeum Historii Fotografii w Krakowie.

## Wydarzenia na świecie
- 1 stycznia:
  - Holandia objęła prezydencję w Radzie Unii Europejskiej.
  - trzecie rozszerzenie Wspólnot Europejskich. Krajami przystępującymi były Hiszpania i Portugalia.
- 3 stycznia – na zdjęciach wykonanych przez sondę Voyager 2 zostały odkryte księżyce Urana: Julia i Porcja.
- 4 stycznia – jedna osoba zginęła, a 100 zostało napromieniowanych, gdy w elektrowni atomowej w Oklahomie przypadkowo ogrzano cylinder zawierający materiały promieniotwórcze. Z terenów wokół elektrowni ewakuowano ponad 130 tys. ludzi.
- 7 stycznia:
  - prezydent USA Ronald Reagan ogłosił znaczne zaostrzenie sankcji gospodarczych wobec Libii.
  - uruchomiono metro w Nowosybirsku.
- 9 stycznia:
  - na zdjęciach wykonanych przez sondę Voyager 2 została odkryta Kresyda, jeden z księżyców Urana.
  - Polaroid Corporation wygrała spór patentowy z Kodakiem, zmuszając go do wycofania się z rynku fotografii błyskawicznej.
- 11 stycznia – Jerzy Kukuczka i Krzysztof Wielicki dokonali pierwszego zimowego wejścia na ośmiotysięcznik Kanczendzonga.
- 12 stycznia – Kostarykańczyk z amerykańskim obywatelstwem Franklin Chang-Díaz wystartował na pokładzie wahadłowca Columbia w swój pierwszy z rekordowych siedmiu lotów w kosmos (rekord dzieli z Jerrym Lynnem Rossem).
- 13 stycznia:
  - na zdjęciach dostarczonych przez sondę Voyager 2 zostały odkryte księżyce Urana: Belinda, Desdemona i Rozalinda.
  - w wyniku przewrotu w Ludowo-Demokratycznej Republice Jemenu władzę przejął Haidar Abu Bakr al-Attas.
- 14 stycznia – Marco Vinicio Cerezo Arévalo został prezydentem Gwatemali.
- 18 stycznia – w katastrofie samolotu Sud Aviation Caravelle w Gwatemali zginęło 87 osób.
- 19 stycznia – Hiszpania uznała państwo Izrael.
- 20 stycznia – na zdjęciach przesłanych przez sondę Voyager 2 został odkryty księżyc Urana Kordelia.
- 21 stycznia – 30 osób zginęło, 132 zostały ranne w wyniku wybuchu samochodu-pułapki we wschodnim Bejrucie.
- 23 stycznia – została odkryta Bianka, jeden z księżyców Urana.
- 24 stycznia:
  - sonda kosmiczna Voyager 2 przeleciała w odległości 81 500 km od Urana.
  - Hajdar Abu Bakr al-Attas został prezydentem Jemenu Południowego.
- 28 stycznia – eksplozja podczas startu wahadłowca Challenger. Zginęło 7 astronautów; była to 25 misja wahadłowca.
- 29 stycznia – Yoweri Museveni został prezydentem Ugandy.
- 31 stycznia – papież Jan Paweł II udał się w swą 29. podróż apostolską na subkontynent indyjski.
- 2 lutego – zakończyły się trzydniowe wybory parlamentarne w Liechtensteinie, w których po raz pierwszy mogły głosować kobiety.
- 5 lutego – założono ekwadorski klub piłkarski Espoli Quito.
- 6 lutego – obalony został dyktator Haiti Jean-Claude Duvalier.
- 7 lutego – w sfałszowanych według opozycji wyborach prezydenckich na Filipinach, urzędujący prezydent Ferdinand Edralin Marcos pokonał Corazon Cojuangco Aquino.
- 9 lutego – po raz ostatni w XX wieku kometa Halleya znalazła się w peryhelium.
- 10 lutego:
  - wojna iracko-irańska: armia irańska rozpoczęła operację „Wal Fajr 8”, która doprowadziła do odcięcia Iraku od Zatoki Perskiej.
  - w Palermo rozpoczął się tzw. Maksiproces przeciwko mafii sycylijskiej.
- 11 lutego – w ramach ostatniej wymiany szpiegów na moście Glienicke wolność odzyskał sowiecki dysydent Natan Szaranski.
- 16 lutego – Mário Soares wygrał wybory prezydenckie w Portugalii.
- 17 lutego – kraje członkowskie EWG podpisały w Luksemburgu Jednolity Akt Europejski.
- 19 lutego:
  - wyniesienie na orbitę pierwszego modułu radzieckiej stacji orbitalnej Mir.
  - armia Sri Lanki dokonała masakry 80 tamilskich robotników rolnych na wschodzie kraju.
- 22 lutego – na Filipinach rozpoczęła się tzw. rewolucja różańcowa, która doprowadziła do upadku i ucieczki z kraju dyktatora Ferdinanda Marcosa.
- 24 lutego – Ferdinand Marcos ustąpił ze stanowiska prezydenta Filipin.
- 25 lutego:
  - rewolucja różańcowa: obalony filipiński dyktator Ferdinand Marcos opuścił kraj. Funkcję prezydenta objęła liderka opozycji Corazon Aquino.
  - Voyager 2 zakończył fazę obserwacji Urana.
  - została przyjęta flaga Haiti.
  - holenderska sprinterka Nelli Fiere-Cooman ustanowiła podczas zawodów w Madrycie rekord świata w biegu na 60 metrów.
- 27 lutego – amerykański seryjny morderca Robert Hansen został skazany na 461 lat pozbawienia wolności.
- 28 lutego
  - premier Szwecji Olof Palme został zastrzelony w Sztokholmie w niewyjaśnionych okolicznościach.
  - dokonano uroczystego podpisania Jednolitego Aktu Europejskiego (JAE) w Hadze.
- 6 marca – radziecka sonda Wega 1 przeleciała obok komety Halleya.
- 7 marca:
  - na dnie Atlantyku znaleziono kabinę wahadłowca Challenger ze zwłokami 7 członków załogi.
  - premiera filmu Nieśmiertelny.
- 8 marca – japońska sonda Suisei minęła w odległości 151 tys. km Kometę Halleya.
- 9 marca:
  - Mário Soares został prezydentem Portugalii.
  - radziecka sonda Wega 2 przeleciała obok Komety Halleya.
- 12 marca – w Hanowerze rozpoczęły się pierwsze informatyczne targi CeBIT.
- 13 marca – został wystrzelony radziecki statek kosmiczny Sojuz T-15; ostatnia misja załogowa na stację orbitalną Salut 7 i pierwsza na stację Mir.
- 14 marca – europejska sonda kosmiczna Giotto zbliżyła się do komety Halleya na odległość 596 km.
- 15 marca – na stację orbitalną Mir przybyła pierwsza załoga.
- 20 marca:
  - Jacques Chirac został drugi raz premierem Francji.
  - w górach Cairngorm w Szkocji porywy wiatru osiągnęły 278 km/h – największą prędkość w całej historii pomiarów meteorologicznych w Wielkiej Brytanii.
- 24 marca:
  - po ostrzelaniu samolotów amerykańskich rakietami ziemia-powietrze, doszło do amerykańskich nalotów na libijskie instalacje rakietowe i okręty wojenne w Zatoce Wielkiej Syrty.
  - otwarto tor Formuły 1 Hungaroring pod Budapesztem.
- 28 marca:
  - wojna w Kambodży: oddziały Czerwonych Khmerów przeprowadziły rajd na Battambang, zabijając 100 wietnamskich żołnierzy i 2 radzieckich lekarzy.
  - odbyła się 58. ceremonia wręczenia Oscarów.
- 31 marca – Meksyk: 166 osób zginęło w katastrofie Boeinga 727 linii Mexicana.
- 1 kwietnia – zmieniono środek ciężkości w oszczepie i rozpoczęto od nowa mierzenie rekordów świata.
- 5 kwietnia – w przeprowadzonym przez libijskich agentów zamachu bombowym na dyskotekę w Berlinie Zachodnim zginęły 3 osoby, w tym dwóch amerykańskich żołnierzy, a 230 zostało rannych.
- 8 kwietnia – 11 osób zginęło, a 110 zostało rannych w wybuchu samochodu-pułapki w libańskim porcie Dżunija.
- 11 kwietnia – doszło do najtragiczniejszej strzelaniny w historii FBI.
- 13 kwietnia – Jan Paweł II jako pierwszy po świętym Piotrze papież w dziejach odwiedził synagogę.
- 14 kwietnia – Bangladesz: 92 osoby zginęły w wyniku opadu rekordowo ciężkich (1,02 kg) kul gradowych.
- 15 kwietnia – Amerykanie zbombardowali Trypolis i Bengazi, w odwecie za zamach na amerykańskich żołnierzy w berlińskiej dyskotece.
- 17 kwietnia:
  - udaremniona próba zamachu na samolot linii El Al lecący z Londynu do Tel Awiwu.
  - zakończyła się Wojna 335-letnia
- 20 kwietnia – NBA: Michael Jordan ustanowił osobisty rekord 63 punktów w jednym meczu.
- 25 kwietnia – Mswati III został koronowany na króla Suazi.
- 26 kwietnia – doszło do wypadku w reaktorze jądrowym nr 4 w Czarnobylskiej Elektrowni Jądrowej koło Prypeci.
- 27 kwietnia – ewakuacja miast Prypeć i Czarnobyl.
- 30 kwietnia – premiera filmu Krokodyl Dundee.
- 2 maja – podczas Rajdu Korsyki zginęli w wypadku fiński kierowca Henri Toivonen i jego włoski pilot Sergio Cresto. Po tej tragedii FISA podjęła decyzję o zlikwidowaniu Grupy B.
- 3 maja:
  - została odkryta supernowa SN 1986G w gwiazdozbiorze Centaura w odległości 15 mln lat świetlnych.
  - w norweskim Bergen odbył się 31. Konkurs Piosenki Eurowizji.
  - w stojącym na płycie lotniska w Kolombo samolocie Lockheed L-1011 TriStar należącym do SriLankan Airlines wybuchła bomba podłożona przez Tamilskich Tygrysów. Zginęło 21 spośród 150 osób na pokładzie.
- 18 maja – papież Jan Paweł II ogłosił swą piątą encyklikę Dominum et Vivificantem.
- 20 maja – na Narodowym Cmentarzu w Arlington pochowano we wspólnej mogile szczątki 5 z 7 śmiertelnych ofiar katastrofy wahadłowca Challenger.
- 25 maja – w wyniku zatonięcia w Bangladeszu promu rzecznego „Shamia” zginęło około 600 osób.
- 26 maja:
  - Europejska Wspólnota Gospodarcza przyjęła flagę.
  - ukazał się album The Final Countdown szwedzkiej grupy Europe.
- 31 maja – w Meksyku rozpoczęły się XIII Mistrzostwa Świata w Piłce Nożnej.
- 2 czerwca – w pierwszym meczu na Mundialu w Meksyku Polska zremisowała bezbramkowo z Marokiem.
- 6 czerwca – reprezentant NRD Jürgen Schult ustanowił w Neubrandenburgu rekord świata w rzucie dyskiem (74,08 m).
- 7 czerwca – Polska pokonała Portugalię 1:0 w drugim meczu na mistrzostwach świata w Meksyku.
- 11 czerwca – Polska przegrała z Anglią 0:3 w swym trzecim meczu grupowym podczas piłkarskich Mistrzostw Świata w Meksyku. Mimo porażki Polacy awansowali do kolejnej rundy.
- 16 czerwca:
  - Franz Vranitzky został kanclerzem Austrii.
  - Reprezentacja Polski po porażce z Brazylią 0:4 odpadła z piłkarskich Mistrzostw Świata w Meksyku.
- 18 czerwca – 25 osób zginęło w zderzeniu samolotu pasażerskiego de Havilland Canada DHC-6 Twin Otter z helikopterem Bell 206 nad Parkiem Narodowym Wielkiego Kanionu w amerykańskim stanie Arizona.
- 21 czerwca – w czasie wspinaczki na K2 w Karakorum zginęli amerykańscy himalaiści John Smolich i Alan Pennington. Z powodu złych warunków pogodowych do 10 sierpnia zginęło na tej górze jeszcze 11 himalaistów.
- 22 czerwca – rządzący socjaliści premiera Felipe Gonzáleza wygrali wybory parlamentarne w Hiszpanii.
- 23 czerwca:
  - Wanda Rutkiewicz dokonała pierwszego polskiego i kobiecego wejścia na szczyt drugiej najwyższej góry świata K2 w paśmie Karakorum.
  - 5 polskich robotników zginęło wskutek pożaru budowanego komina w Kombinacie Metali Kolorowych w bułgarskim Srednogorie. 3 kolejnych zmarło wkrótce potem z powodu oparzeń.
- 26 czerwca – na pokładzie samolotu izraelskich linii lotniczych El Al krótko przed odlotem z Madrytu wybuchła bomba umieszczona w bagażu. Rannych zostało 12 osób.
- 29 czerwca – Argentyna pokonała RFN 3:2 w finale rozgrywanych w Meksyku Mistrzostw Świata w Piłce Nożnej.
- 1 lipca – Wielka Brytania objęła prezydencję w Radzie Unii Europejskiej.
- 2 lipca – 54 osoby zginęły w katastrofie samolotu Tu-134A w ZSRR.
- 5 lipca – w Moskwie rozpoczęły się I Igrzyska Dobrej Woli.
- 22 lipca – w Hiszpanii odbyły się wybory parlamentarne.
- 23 lipca – Książę Jorku Andrzej i Sarah Ferguson wzięli ślub w Opactwie Westminsterskim.
- 5 sierpnia – Ingrid Kristiansen ustanowiła rekord świata w biegu na 5000 m wynikiem 14.37,33 s.
- 9 sierpnia – w Knebworth Park, w Stevenage, w hrabstwie Hertfordshire, odbył się największy koncert zespołu Queen w Wielkiej Brytanii dla 150-tysięcznej publiczności; był to ostatni występ w ramach trasy koncertowej Magic Tour i zarazem ostatni występ Queen w oryginalnym składzie z Freddiem Mercurym.
- 10 sierpnia – pierwsze za żelazną kurtyną wyścigi Formuły 1 na torze Hungaroring na Węgrzech.
- 11 sierpnia – brytyjski Westland Lynx ustanowił aktualny rekord szybkości śmigłowca (400,87 km/h).
- 15 sierpnia – premiera filmu Mucha.
- 16 sierpnia – w katastrofie zestrzelonego przez rebeliantów samolotu Fokker F27 w sudańskim Malakal zginęło 60 osób.
- 21 sierpnia – erupcja limniczna dwutlenku węgla z dna jeziora Nyos w Kamerunie spowodowała nagłą śmierć 1746 ludzi.
- 28 sierpnia – Tina Turner otrzymała swoją gwiazdę na Hollywood Walk of Fame.
- 31 sierpnia:
  - na Morzu Czarnym zatonął statek pasażerski „Admirał Nachimow”, zginęły 423 osoby.
  - wskutek zderzenia samolotu DC-9 z awionetką nad Los Angeles zginęły 82 osoby (w tym 15 na ziemi), a 8 zostało rannych.
- 5 września – na lotnisku w Karachi pakistańscy antyterroryści odbili uprowadzony przez członków Organizacji Abu Nidala samolot linii Pan American Boeing 747 z 379 osobami na pokładzie. Z rąk terrorystów zginęło 20 pasażerów, 120 zostało rannych.
- 6 września – dwaj palestyńscy terroryści wdarli się do synagogi Neve Shalom w Stambule otwierając ogień z broni maszynowej do modlących się Żydów. Zginęły 22 osoby, a 3 zostały ranne.
- 7 września – Desmond Tutu został pierwszym czarnoskórym arcybiskupem południowoafrykańskiego Kościoła anglikańskiego.
- 8 września – Jan Paweł II spotkał się w Liechtensteinie z księciem Franciszkiem Józefem II.
- 14 września – 5 osób zginęło, a 26 zostało rannych w zamachu bombowym w porcie lotniczym Kimpo w Seulu, dokonanym przez agentów północnokoreańskich.
- 16 września – pożar w kopalni złota Kinross w południowoafrykańskim Transwalu spowodował śmierć 177 osób.
- 17 września – 7 osób zginęło, a 51 zostało rannych w zamachu bombowym przeprowadzonym przez islamskich terrorystów w Paryżu.
- 22 września – odbyła się premiera serialu ALF w telewizji NBC.
- 24 września – premiera filmu Imię róży w reżyserii Jean-Jacques’a Annauda.
- 30 września – agenci Mosadu uprowadzili z Rzymu do Izraela Mordechaja Vanunu, który ujawnił zachodniej prasie szczegóły izraelskiego programu atomowego.
- 4 października – Jan Paweł II udał się w swą 31. podróż apostolską do Francji.
- 5 października – porwanie w Rzymie przez Mosad Mordechaja Vanunu za ujawnienie produkcji broni atomowej przez Izrael.
- 6 października – u wybrzeży USA zatonął radziecki atomowy okręt podwodny z rakietami balistycznymi K-219.
- 9 października:
  - w londyńskim Her Majesty’s Theatre odbyła się premiera musicalu Upiór w operze Andrew Lloyd Webbera.
  - nadawanie programu rozpoczęła amerykańska sieć telewizyjna Fox.
- 10 października – Salwador: w trzęsieniu ziemi w stolicy kraju San Salvador zginęło około 1500 osób.
- 11 października – w Reykjavíku spotkali się Ronald Reagan i Michaił Gorbaczow.
- 16 października – Tyrolczyk Reinhold Messner po wejściu na Lhotse został pierwszym himalaistą, który zdobył wszystkie ośmiotysięczniki.
- 17 października – premiera filmu Kolor pieniędzy.
- 19 października – prezydent Mozambiku Samora Machel oraz 33 inne osoby zginęły, a 10 zostało rannych w katastrofie samolotu Tu-134 w górach Lebombo (RPA).
- 20 października:
  - Icchak Szamir został po raz drugi premierem Izraela.
  - w katastrofie samolotu Tu-134 pod Kujbyszewem (Samarą) zginęło 70 osób.
- 21 października – Wyspy Marshalla uzyskały niepodległość (od Stanów Zjednoczonych).
- 25 października – wszedł do służby lotniskowiec USS Theodore Roosevelt.
- 27 października:
  - przeprowadzono deregulację rynku finansowego w Wielkiej Brytanii (tzw. „Big Bang”).
  - w Asyżu we Włoszech na wspólnej modlitwie spotkali się zaproszeni przez Jana Pawła II przedstawiciele różnych religii.
- 31 października – Eric Walter Elst odkrył planetoidę Chopin.
- 2 listopada – 103 osoby zginęły w katastrofie irańskiego samolotu wojskowego C-130 Hercules w górach koło Zahedanu.
- 3 listopada:
  - wybuchła afera Iran-Contras, w którą zamieszany był prezydent Ronald Reagan.
  - Mikronezja uzyskała niepodległość (od USA).
- 6 listopada – w katastrofie helikoptera Boeing CH-47 Chinook, w okolicy Portu lotniczego Sumburgh na Szetlandach, zginęło 2 członków załogi i 43 pracowników, powracających z platformy wiertniczej na Morzu Północnym.
- 8 listopada – amerykańska prasa doniosła o dostawach amerykańskiej broni do Iranu w zamian za uwolnienie przetrzymywanych w Libanie zakładników. Wybuchła afera polityczna, znana później jako afera Iran-Contras.
- 9 listopada – Atif Sidki został premierem Egiptu.
- 22 listopada – Amerykanin Mike Tyson w wieku 20 lat został najmłodszym w historii bokserskim mistrzem świata (organizacji WBC) w kategorii ciężkiej.
- 26 listopada:
  - wojna iracko-irańska: irański pocisk scud spadł na jedną z dzielnic Bagdadu, zabijając 103 osoby.
  - premiera filmu Wybrzeże moskitów.
- 29 listopada – wojna domowa w Surinamie: wojska rządowe dokonały pacyfikacji i masakry 35 mieszkańców wsi Moiwana.
- 30 listopada – dokonano oblotu holenderskiego samolotu pasażerskiego Fokker 100.
- 4 grudnia – 14-letni Kristofer Hans zastrzelił swojego nauczyciela i ranił trzy inne osoby w szkole w Lewistown w stanie Montana.
- 6 grudnia – w Rosji założono zespół muzyczny Łaskowyj Maj z wokalistą Jurijem Szatunowem.
- 12 grudnia – w katastrofie radzieckiego samolotu Tu-134A w Berlinie Wschodnim zginęło 70 osób.
- 16 grudnia – wybuchła wojna libijsko-czadyjska (tzw. „Toyota War”).
- 18 grudnia – powołano Grupę z Rio, organizacje skupiającą kraje Ameryki Południowej i Karaibów.
- 19 grudnia:
  - władze ZSRR zezwoliły Andriejowi Sacharowowi i jego żonie na powrót do Moskwy z wygnania w Gorkim.
  - premiera filmu Pluton.
- 23 grudnia:
  - samolot Rutan Voyager zakończył pierwszy w historii lot dookoła świata bez lądowania i tankowania w powietrzu.
  - zakończyła się eksploatacja w kopalni węgla kamiennego Zollverein w Essen, w Niemczech.
  - zakończono produkcję samochodu osobowego Chevrolet Chevette.
- 25 grudnia – 63 osoby zginęły w katastrofie irackiego Boeinga 737 w mieście Arar (Arabia Saudyjska).
- 26 grudnia – dokonano oblotu samolotu transportowego An-124 Rusłan.
- 31 grudnia – w pożarze Dupont Plaza Hotel w San Juan na Portoryko zginęło 97 osób, a 140 zostało rannych.

## Urodzili się
- 1 stycznia:
  - Pablo Cuevas, urugwajski tenisista
  - Glen Davis, amerykański koszykarz
  - Ivana Isailović, serbska siatkarka
  - Dmitrij Japarow, rosyjski biegacz narciarski
  - Lu Yong, chiński sztangista
  - Julia Mächtig, niemiecka lekkoatletka, wieloboistka
  - Colin Morgan, irlandzki aktor
  - Dashni Murad, holenderska piosenkarka
  - Jean-Philippe Sol, francuski siatkarz
- 2 stycznia:
  - Asa Akira, amerykańska aktorka erotyczna
  - Nicolás Bertolo, argentyński piłkarz pochodzenia włoskiego
  - Nathan Cohen, nowozelandzki wioślarz pochodzenia żydowskiego
  - Michael Jakobsen, duński piłkarz
  - Per Karlsson, szwedzki piłkarz
  - Nicole Reinhardt, niemiecka kajakarka
  - Christoph Schregel, niemiecki wioślarz
  - Trombone Shorty, amerykański puzonista, trębacz
- 3 stycznia:
  - Dana Abdulrazak, iracka lekkoatletka, sprinterka
  - Olga Butkevych, brytyjska zapaśniczka pochodzenia ukraińskiego
  - Lloyd, amerykański piosenkarz
  - Joanna Maciej, polska judoczka
  - Nejc Pečnik, słoweński piłkarz
  - Nikola Peković, czarnogórski koszykarz
  - Jacob Timpano, australijski piłkarz
- 4 stycznia:
  - Andro Bušlje, chorwacki piłkarz wodny
  - Hsieh Su-wei, tajwańska tenisistka
  - Younès Kaboul, francuski piłkarz pochodzenia marokańskiego
  - Andrej Krauczanka, białoruski lekkoatleta, wieloboista
  - Russell Martin, szkocki piłkarz
  - James Milner, angielski piłkarz
  - Charlyne Yi, amerykańska aktorka, komik, muzyk, malarka, pisarka
- 5 stycznia:
  - Deepika Padukone, indyjska aktorka
  - Veli-Matti Savinainen, fiński hokeista
  - Yen Pei-ling, tajwańska siatkarka
- 6 stycznia:
  - Julija Czermoszanska, rosyjska lekkoatletka, sprinterka
  - Katja Luraschi, włoska siatkarka
  - Anneisha McLaughlin, jamajska lekkoatletka, sprinterka
  - Paul McShane, irlandzki piłkarz
  - Petter Northug, norweski biegacz narciarski
  - Irina Shayk, rosyjska modelka
  - Serhij Stachowski, ukraiński tenisista
  - Alex Turner, brytyjski muzyk, wokalista, członek zespołów: Arctic Monkeys i The Last Shadow Puppets
  - Noureddine El Gourch, marokański piłkarz
- 7 stycznia – Tomasz Kęsicki, polski koszykarz
- 8 stycznia:
  - Daniel Cambronero, kostarykański piłkarz, bramkarz
  - Jorge Claros, honduraski piłkarz
  - Emika, brytyjska kompozytorka i wykonawczyni muzyki elektronicznej
  - Clayton Failla, maltański piłkarz
  - Jaclyn Linetsky, kanadyjska aktorka pochodzenia żydowskiego (zm. 2003)
  - Željko Musa, chorwacki piłkarz ręczny
  - Peng Shuai, chińska tenisistka
  - David Silva, hiszpański piłkarz
  - Milena Suszyńska, polska aktorka
  - Bernadett Baczkó, węgierska judoczka
- 9 stycznia:
  - Craig Davies, walijski piłkarz
  - Raphael Diaz, szwajcarski hokeista pochodzenia hiszpańskiego
  - Radosław Kotarski, polski dziennikarz
  - Jarmila Machačová, czeska kolarka torowa i szosowa
  - Agnieszka Renc, polska wioślarka
- 10 stycznia:
  - Chen Jin, chiński badmintonista
  - Kirsten Flipkens, belgijska tenisistka
  - Suzanne Harmes, holenderska gimnastyczka
  - Adrián Hernández, meksykański bokser
  - Ewelina Toborek, polska siatkarka
  - Kenneth Vermeer, holenderski piłkarz, bramkarz
- 11 stycznia – Nancy Carrillo, kubańska siatkarka
- 12 stycznia:
  - Justine Bouchard, kanadyjska zapaśniczka
  - Katrina Miroshnichenko, australijska lekkoatletka, tyczkarka
  - Ryōta Murata, japoński bokser
  - Złata Ogniewicz, ukraińska piosenkarka
  - Dani Osvaldo, włoski piłkarz pochodzenia argentyńskiego
  - Christoph Stephan, niemiecki biathlonista
  - Agnieszka Więdłocha, polska aktorka
- 13 stycznia:
  - Ederson, brazylijski piłkarz
  - Kiriłł Lamin, rosyjski hokeista
  - Laura Ludwig, niemiecka siatkarka plażowa
  - Joannie Rochette, kanadyjska łyżwiarka figurowa
  - Grigorij Szafigulin, rosyjski hokeista
- 14 stycznia:
  - Magdalena Bachmatiuk, polska lekkoatletka, skoczkini w dal
  - Romed Baumann, austriacki narciarz alpejski
  - Yohan Cabaye, francuski piłkarz
  - Terje Hilde, norweski skoczek narciarski
- 15 stycznia:
  - Marija Abakumowa, rosyjska lekkoatletka, oszczepniczka
  - Anna María Pinero, hiszpańska lekkoatletka, tyczkarka
  - Juan David Valencia, kolumbijski piłkarz
- 16 stycznia:
  - Aija Andrejeva, łotewska piosenkarka
  - Éva Csernoviczky, węgierska judoczka
  - Marta Domachowska, polska tenisistka
  - Ryūtarō Matsumoto, japoński zapaśnik
  - Petteri Nokelainen, fiński hokeista
  - Paula Pareto, argentyńska judoczka
  - Milan Škoda, czeski piłkarz
  - Mark Trumbo, amerykański baseballista
  - Simeon Williamson, brytyjski lekkoatleta, sprinter pochodzenia jamajskiego
- 17 stycznia:
  - Max Adler, amerykański aktor
  - Ana Betancour, kolumbijska zapaśniczka
  - Mindaugas Griškonis, litewski wioślarz
  - Armando Gun, panamski piłkarz
  - Jewgienij Kietow, rosyjski hokeista
  - Chetna Solanki, indyjska lekkoatletka, tyczkarka
  - Viktor Stålberg, szwedzki hokeista
- 18 stycznia:
  - Maarja Kivi, estońska wokalistka, saksofonistka, gitarzystka, członkini zespołu Vanilla Ninja
  - Senad Lulić, bośniacki piłkarz
  - Arkadiusz Marchewka, polski polityk, ekonomista, poseł na Sejm RP
  - Wałentyna Semerenko, ukraińska biathlonistka
  - Wita Semerenko, ukraińska biathlonistka
- 19 stycznia:
  - José Manuel Contreras, gwatemalski piłkarz
  - Anastasija Kożenkowa, ukraińska wioślarka
  - Claudio Marchisio, włoski piłkarz
  - Moussa Sow, senegalski piłkarz
- 20 stycznia:
  - Olga Buzowa, rosyjska piosenkarka, pisarka
  - Hannah Daniel, brytyjska aktorka
  - Nina Patalon, polska piłkarka, trenerka
  - Sasza Reznikow, białoruski aktor
- 21 stycznia:
  - Tiffany Dodds, kanadyjska siatkarka
  - Shōta Horie, japoński rugbysta
  - Gina Mambrú, dominikańska siatkarka
  - Ana Moura, portugalska badmintonistka
  - Siergiej Ogorodnikow, rosyjski hokeista (zm. 2018)
  - Mariusz Prudel, polski siatkarz
  - Jonathan Quick, amerykański hokeista
- 22 stycznia:
  - Antonella Bortolozzi, argentyńska siatkarka
  - Kenia Carcasés, kubańska siatkarka
  - David Martin, angielski piłkarz, bramkarz
  - Adrián Ramos, kolumbijski piłkarz
- 23 stycznia:
  - Jean Sony Alcénat, haitański piłkarz
  - Pablo Andújar, hiszpański tenisista
  - Gelete Burka, etiopska lekkoatletka, biegaczka średnio- i długodystansowa oraz przełajowa
  - Aleksandra Niwińska, polska lekkoatletka, biegaczka długodystansowa
  - Joanna Worek, polska szachistka
- 24 stycznia:
  - Cristiano Araújo, brazylijski piosenkarz (zm. 2015)
  - Mohammad Bagheri Motamed, irański taekwondzista
  - Mischa Barton, brytyjska aktorka, modelka
  - Tyler Flowers, amerykański baseballista
  - Aleksander Kowalski, polski judoka
  - Witalij Mandziuk, ukraiński piłkarz
  - Ricky Ullman, izraelsko-amerykański aktor
- 25 stycznia:
  - Feis, holenderski raper pochodzenia marokańskiego (zm. 2019)
  - Sophie Hosking, brytyjska wioślarka
  - Paweł Jabłoński, polski prawnik, urzędnik państwowy
  - Brian McClellan(inne języki), amerykański pisarz
  - Mohamed Ali Nafkha, tunezyjski piłkarz
  - Aleksandra Sosnowska, polska piłkarka
- 26 stycznia:
  - Olga Brózda, polska tenisistka
  - Jekatierina Czernowa, rosyjska siatkarka
  - Gerald Green, amerykański koszykarz
  - Matt Heafy, amerykański muzyk, kompozytor, wokalista pochodzenia japońskiego, członek zespołów: Trivium i Capharnaum
  - Thiago Pereira, brazylijski pływak
  - Mustapha Yatabaré, malijski piłkarz
- 27 stycznia – Johan Petro, francuski koszykarz
- 28 stycznia:
  - Pablo Aja, meksykański piłkarz
  - Tadija Dragićević, serbski koszykarz
  - Marcin Dutkiewicz, polski koszykarz
  - Jessica Ennis-Hill, brytyjska lekkoatletka, wieloboistka
  - Brandon Guyer, amerykański baseballista
  - Nathan Outteridge, australijski żeglarz sportowy
  - Grubson, polski raper, producent muzyczny
  - Anna Zwirydowska, polska zapaśniczka
- 30 stycznia – Anna Rokita, austriacka łyżwiarka szybka
- 31 stycznia:
  - Walter Dix, amerykański lekkoatleta, sprinter
  - Qin Kai, chiński skoczek do wody
  - Alenka Kürner, słoweńska narciarka alpejska
  - Pauline Parmentier, francuska tenisistka
  - Dirk Westphal, niemiecki siatkarz
- 1 lutego:
  - Jorrit Bergsma, holenderski łyżwiarz szybki
  - Lauren Conrad, amerykańska osobowość telewizyjna, aktorka, projektantka mody
  - Justin Deeley, amerykański aktor
  - Dienis Parszyn, rosyjski hokeista
  - Ladislav Šmíd, czeski hokeista
  - Johan Vonlanthen, szwajcarski piłkarz pochodzenia kolumbijskiego
- 2 lutego:
  - Gemma Arterton, brytyjska aktorka
  - Robert Gibson, kanadyjski wioślarz
  - Fredrik Lindberg, szwedzki curler
  - Lydia Oulmou, algierska siatkarka
- 4 lutego:
  - Carolin Hennecke, niemiecka biathlonistka
  - Ricardo Jérez, gwatemalski piłkarz, bramkarz
  - Geoffrey Jourdren, francuski piłkarz, bramkarz
  - Tian Liang, chińska wioślarka
- 5 lutego:
  - Niels Albert, belgijski kolarz przełajowy
  - Vedran Ćorluka, chorwacki piłkarz
  - Manuel Fernandes, portugalski piłkarz
  - Sekope Kepu, australijski i nowozelandzki rugbysta
  - Roger Kluge, niemiecki kolarz torowy i szosowy
  - Janne Korpi, fiński snowboardzista
  - Louis Picamoles, francuski rugbysta
  - Katarzyna Sójka, polska lekarka, działaczka samorządowa, polityk, posłanka na Sejm RP, minister zdrowia
  - Jānis Strenga, łotewski bobsleista
- 6 lutego:
  - Amanda Ammar, kanadyjska biegaczka narciarska
  - Dane DeHaan, amerykański aktor
  - Alice Greczyn, amerykańska aktorka
  - Sopo Niżaradze, gruzińska piosenkarka, kompozytorka, aktorka
  - Carlos Sánchez, kolumbijski piłkarz
  - Neha Uberoi, amerykańska tenisistka
  - Eva Vrabcová-Nývltová, czeska biegaczka narciarska, lekkoatletka, biegaczka długodystansowa
- 7 lutego:
  - Vincent Bossou, togijski piłkarz
  - Deanna Casaluce, kanadyjska aktorka pochodzenia włoskiego
  - Michael Orozco, amerykański aktor pochodzenia meksykańskiego
  - Maksim Rakow, kazachski judoka
  - Lina Stančiūtė, litewska tenisistka
  - Pippa Wilson, brytyjska żeglarka sportowa
- 8 lutego:
  - Eldin Adilović, bośniacki piłkarz
  - Natasha Farinea, brazylijska siatkarka
  - Anna Hutchison, nowozelandzka aktorka
  - Sally Peake, brytyjska lekkoatletka, tyczkarka
- 9 lutego:
  - Kamran Ağayev, azerski piłkarz, bramkarz
  - Marieke Guehrer, australijska pływaczka
  - Azize Tanrıkulu, turecka taekwondzistka
  - Ciprian Tătărușanu, rumuński piłkarz, bramkarz
- 10 lutego:
  - Josh Akognon, amerykański koszykarz, posiadający także nigeryjskie obywatelstwo
  - Vegard Haukø Sklett, norweski skoczek narciarski
  - Jeff Adrien, amerykański koszykarz
- 11 lutego:
  - Mesaad Al-Hamad, katarski piłkarz pochodzenia jemeńskiego
  - Gabriel Boric, chilijski polityk, prezydent Chile
  - Etienne van Huyssteen, południowoafrykański zapaśnik
  - Divinity Love, czeska aktorka pornograficzna
  - Ned Lukacevic, kanadyjski hokeista pochodzenia czarnogórskiego
  - Kees Luyckx, holenderski piłkarz
  - Cheng Ming, chińska łuczniczka
  - Francisco Silva, chilijski piłkarz
- 12 lutego:
  - Todd Frazier, amerykański baseballista
  - Ronald Gërçaliu, austriacki piłkarz pochodzenia albańskiego
  - Anne-Caroline Graffe, francuska taekwondzistka
  - Marko Kopljar, chorwacki piłkarz ręczny
  - Andi Lila, albański piłkarz
  - Georgina Reilly, brytyjsko-kanadyjska aktorka
  - Jonathan Sigalet, kanadyjski hokeista
  - Cezary Wilk, polski piłkarz
- 13 lutego:
  - Siniša Anđelković, słoweński piłkarz
  - Hamish Bond, nowozelandzki wioślarz
  - Zach Condon, amerykański wokalista, założyciel zespołu Beirut
  - Rosalba Forciniti, włoska judoczka
  - Aneika Henry, jamajsko-azerska koszykarka
  - Abdou Jammeh, gambijski piłkarz
  - Jayden Jaymes, amerykańska aktorka pornograficzna
  - Jamie Murray, szkocki tenisista
  - Aurélie Revillet, francuska narciarka alpejska
- 14 lutego:
  - Jan Bakelants, belgijski kolarz szosowy
  - Mirjana Bergendorff, serbska siatkarka
  - Dienis Bojcow, rosyjski bokser
  - Aleksandra Butwina, rosyjska lekkoatletka, wieloboistka
  - Michael Færk Christensen, duński kolarz torowy i szosowy
  - Marina Cvetanović, słoweńska siatkarka
  - Gao Lin, chiński piłkarz
  - Kang Min-soo, południowokoreański piłkarz
  - Tiffany Thornton, amerykańska aktorka, piosenkarka
  - Aschwin Wildeboer, hiszpański pływak pochodzenia holenderskiego
- 15 lutego:
  - Waleri Bożinow, bułgarski piłkarz
  - Johnny Cueto, dominikański baseballista
  - Konrad Frysztak, polski siatkarz, dziennikarz, polityk, poseł na Sejm RP
  - Ami Koshimizu, japońska aktorka
  - Gabriel Paletta, argentyńsko-włoski piłkarz
  - Amber Riley, amerykańska aktorka, piosenkarka
  - Zhao Yingying, chińska lekkoatletka, tyczkarka
- 16 lutego:
  - Julio César Chávez Jr., meksykański bokser
  - Diego Godín, urugwajski piłkarz pochodzenia francuskiego
  - Michaił Juńkow, rosyjski hokeista
  - Nevin Yanıt, turecka lekkoatletka, płotkarka
- 17 lutego
  - Agnieszka Labus, polska architekt, dr nauk technicznych
  - Krzysztof Wach, polski aktor
- 18 lutego:
  - Alessandra Mastronardi, włoska aktorka
  - Omid Nouruzi, irański zapaśnik
  - Kyle Weaver, amerykański koszykarz
- 19 lutego:
  - Sebastián Dubarbier, argentyński piłkarz pochodzenia francuskiego
  - Miina Kenttä, fińska lekkoatletka, tyczkarka
  - Linus Klasen, szwedzki hokeista
  - Ophelia Lovibond, brytyjska aktorka
  - Geofrey Massa, ugandyjski piłkarz
  - Maria Mena, norweska piosenkarka pochodzenia nikaraguańskiego
  - Junior Ross, peruwiański piłkarz
  - Ewelina Ruckgaber, polska aktorka, wokalistka, prezenterka telewizyjna
  - Amadou Sidibé, malijski piłkarz
  - Marta Vieira da Silva, brazylijska piłkarka
  - Malchaz Zarkua, gruziński zapaśnik
- 20 lutego:
  - Agnieszka Bednarek-Kasza, polska siatkarka
  - Danijał Gadżyjew, kazachski zapaśnik
  - Dagmara Handzlik, polska lekkoatletka, biegaczka długodystansowa
  - Jessica Helleberg, szwedzka piłkarka ręczna
  - Paweł Hlib, polski żużlowiec
- 21 lutego:
  - Kineke Alexander, lekkoatletka reprezentująca Saint Vincent i Grenadyny, sprinterka
  - Amadeusz, belgijski książę
  - Charlotte Church, walijska piosenkarka, aktorka
  - Ai Kawashima, japońska piosenkarka, kompozytorka, pianistka
- 22 lutego:
  - Michał Chyliński, polski koszykarz
  - Alice McNamara, australijska wioślarka
  - Abraham Minero, hiszpański piłkarz
  - Rajon Rondo, amerykański koszykarz
- 23 lutego:
  - Kristina Alikina, rosyjska koszykarka
  - Dajana Butulija, serbska koszykarka
  - Skylar Grey, amerykańska piosenkarka, producentka muzyczna, autorka piosenek
  - Kazuya Kamenashi, japoński wokalista, członek zespołu KAT-TUN, aktor
  - Julian Khazzouh, australijsko-libański koszykarz
  - Siergiej Ostapienko, kazachski piłkarz
  - Jackeline Rentería, kolumbijska zapaśniczka
  - Ola Svensson, szwedzki piosenkarz
- 24 lutego:
  - Inguna Butane, łotewska modelka
  - Sébastien Rouault, francuski pływak
  - Wojtek Wolski, kanadyjski hokeista pochodzenia polskiego
- 25 lutego:
  - Justin Berfield, amerykański aktor, producent filmowy, pisarz pochodzenia żydowskiego
  - Nabil Dirar, marokański piłkarz
  - Kaja Paschalska, polska aktorka, piosenkarka
  - James Phelps, brytyjski aktor
  - Oliver Phelps, brytyjski aktor
  - Danny Saucedo, szwedzki piosenkarz, autor tekstów
  - Mehdija Suljić, bośniacka lekkoatletyka, tyczkarka
  - Iwan Zarew, bułgarski siatkarz
- 26 lutego:
  - Guo Shuang, chińska kolarka torowa
  - Adriana Kalska, polska aktorka
  - Crystal Kay(inne języki), japońska piosenkarka, autorka tekstów, osobowość radiowa, aktorka
  - Hannah Kearney, amerykańska narciarka dowolna
  - Andrej Kim, białoruski działacz opozycyjny
  - Leila Lopes, angolska modelka, zwyciężczyni konkursu Miss Universe
  - Jenny Mensing, niemiecka pływaczka
  - Teresa Palmer, australijska aktorka, modelka
  - Lewan Panculaja, gruziński szachista
  - Romain Sassot, francuski pływak
  - Marta Szymańska, polska siatkarka
- 27 lutego:
  - Nkolika Anosike, amerykańska koszykarka
  - Yovani Gallardo, meksykański baseballista
  - Daniel Gibson, amerykański koszykarz
  - Arnbjørn Hansen, farerski piłkarz
  - Michel Mulder, holenderski łyżwiarz szybki
  - Ronald Mulder, holenderski łyżwiarz szybki
- 28 lutego:
  - Claire Feuerstein, francuska tenisistka
  - Guy N’dy Assembé, kameruński piłkarz, bramkarz
  - Ni Hong, chińska szablistka
  - Olivia Palermo, amerykańska aktorka, modelka
  - Grenddy Perozo, wenezuelski piłkarz
- 1 marca:
  - Sylwia Jaśkowiec, polska biegaczka narciarska
  - Glenn Ochal, amerykański wioślarz
  - Jonathan Spector, amerykański piłkarz
  - Abdelhaq Talhaoui, marokański piłkarz
- 2 marca – Grzegorz Kosok, polski siatkarz
- 3 marca:
  - Amanda Bisk, australijska lekkoatletka, tyczkarka pochodzenia polskiego
  - Pauline Macabies, francuska biathlonistka
  - Djo Issama Mpeko, kongijski piłkarz
  - Stacie Orrico, amerykańska piosenkarka
  - Katarzyna Pułkośnik, polska judoczka
  - Edwin Soi, kenijski lekkoatleta, biegacz długodystansowy i przełajowy
  - Patrick Steuerwald, niemiecki siatkarz
  - Justyna Zembrzuska, polska lekkoatletka, biegaczka średniodystansowa
- 4 marca – Jessie Sapp, amerykański koszykarz
- 5 marca:
  - Lucyna Kęsy, polska koszykarka
  - Corey Brewer, amerykański koszykarz
  - Robert Förstemann, niemiecki kolarz torowy
  - Walid Hichri, tunezyjski piłkarz
  - Swiatłana Makarewicz, białoruska lekkoatletka, tyczkarka
  - Mika Newton, ukraińska piosenkarka, aktorka
  - Katarzyna Piekart, polska lekkoatletka, oszczepniczka
  - Stéphane Tempier, francuski kolarz górski i przełajowy
- 7 marca:
  - Tywain McKee, amerykański koszykarz
  - Ivana Miloš, chorwacka siatkarka
  - Nick Pitera, amerykański piosenkarz
  - Elshod Rasulov, uzbecki bokser
  - Julie Young, kanadyjska siatkarka
  - Natko Zrnčić-Dim, chorwacki narciarz alpejski
- 8 marca:
  - Marija Borodakowa, rosyjska siatkarka
  - Aleksandr Kislicyn, kazachski piłkarz
  - Krzysztof Nowacki, polski żużlowiec
  - Irina Pankina, rosyjsko-baszkirska polityczka
- 9 marca:
  - Bernadett Bognár-Bódi, węgierska piłkarka ręczna
  - Damien Brunner, szwajcarski hokeista
  - Paulo Obradović, chorwacki piłkarz wodny
  - Emilia Rulka, polska judoczka
  - Swietłana Szkolina, rosyjska lekkoatletka, skoczkini wzwyż
  - Brittany Snow, amerykańska aktorka
  - Patryk Wicher, polski polityk, samorządowiec, poseł na Sejm RP
- 10 marca – Jon Aaraas, norweski skoczek narciarski
- 11 marca:
  - Aleah Chapin, amerykańska malarka
  - Dario Cologna, szwajcarski biegacz narciarski
  - Katherine Glessner, amerykańska wioślarka
  - Amanda Weir, amerykańska pływaczka
- 12 marca:
  - Martynas Andriuškevičius, litewski koszykarz
  - Danny Jones, brytyjski gitarzysta, wokalista, członek zespołu McFly
  - Justyna Korytkowska, polska lekkoatletka, biegaczka długodystansowa
  - Dominika Piątkowska, polska łyżwiarka figurowa
  - František Rajtoral, czeski piłkarz (zm. 2017)
- 13 marca:
  - Henry Giménez, urugwajski piłkarz
  - Andreja Klepač, słoweńska tenisistka
  - Satoshi Shimizu, japoński bokser
  - Yuliya Tarasova, uzbecka lekkoatletka, wieloboistka
- 14 marca:
  - Jamie Bell, brytyjski aktor
  - Anna Klasztorna, rosyjska lekkoatletka, skoczkini w dal
  - Marina Szainowa, rosyjska sztangistka
- 15 marca:
  - Jai Courtney, australijski aktor
  - Silvija Popović, serbska siatkarka
  - Carlos Rivera, meksykański piosenkarz, aktor
- 16 marca:
  - Agata Babicz, polska siatkarka
  - Agnieszka Bronisz, polska lekkoatletka, kulomiotka
  - Lucia Crisanti, włoska siatkarka
  - Alexandra Daddario, amerykańska aktorka
  - Toney Douglas, amerykański koszykarz
  - Bernard Parker, południowoafrykański piłkarz
  - Daisuke Takahashi, japoński łyżwiarz figurowy
- 17 marca:
  - Michał Chodara, polski piłkarz ręczny
  - Chris Davis, amerykański baseballista
  - Edin Džeko, bośniacki piłkarz
  - Jeremy Pargo, amerykański koszykarz
  - Eugen Polanski, polski piłkarz
  - Olesya Rulin, amerykańska aktorka
  - Silke Spiegelburg, niemiecka lekkoatletka, tyczkarka
- 18 marca:
  - Paulina Barzycka, polska pływaczka
  - Dżaba Kankawa, gruziński piłkarz
  - Lykke Li, szwedzka piosenkarka
  - Aleksandra Zarecka, polska lekkoatletka, skoczkini wzwyż
- 19 marca:
  - Daniel Dillon, australijski koszykarz
  - Sophie Ferguson, australijska tenisistka
  - Thomas Hamon, francuski kolarz BMX
  - Agnieszka Ligięza, polska lekkoatletka, sprinterka
  - Anna Wjalicyna, rosyjska modelka
- 20 marca:
  - Rok Benkovič, słoweński skoczek narciarski
  - Dean Geyer, australijski aktor, piosenkarz
  - Ruby Rose, australijska aktorka, modelka
  - Román Torres, panamski piłkarz
- 21 marca:
  - Nikoleta Kiriakopulu, grecka lekkoatletka, tyczkarka
  - Michu, hiszpański piłkarz
  - Franz Schiemer, austriacki piłkarz
  - Weronika Zielińska, polska lekkoatletka, płotkarka
  - Linda Züblin, szwajcarska lekkoatletka, wieloboistka
- 22 marca:
  - Riccardo De Luca, włoski pięcioboista nowoczesny
  - Dexter Fowler, amerykański baseballista
  - Jeon Bo-ram, południowokoreańska piosenkarka, aktorka
  - Kamila Lićwinko, polska lekkoatletka, skoczkini wzwyż
  - Amy Studt, brytyjska piosenkarka, autorka tekstów
  - Zhang Wenxiu, chińska lekkoatletka, młociarka
- 23 marca:
  - Rusłana Cychoćka, ukraińska lekkoatletka, trójskoczkini
  - Dienis Dmitrijew, rosyjski kolarz torowy
  - Andrea Dovizioso, włoski motocyklista wyścigowy
  - Eyong Enoh, kameruński piłkarz
  - Henrik L’Abée-Lund, norweski biathlonista
  - Steven Strait, amerykański aktor, piosenkarz, model
- 24 marca:
  - Nathalia Dill, brazylijska aktorka
  - Pan Pierre Koulibaly, burkiński piłkarz
  - Paul Koulibaly, burkiński piłkarz
  - Jake Varner, amerykański zapaśnik
- 25 marca:
  - Marco Belinelli, włoski koszykarz
  - Kyle Lowry, amerykański koszykarz
  - Güldeniz Paşaoğlu, turecka siatkarka
  - Ignacy Rudawiec, polski judoka
  - Akvilė Stapušaitytė, litewska badmintonistka
- 26 marca:
  - Jonny Craig, amerykańsko-kanadyjski piosenkarz, autor tekstów
  - Ellen Hoog, holenderska hokeistka na trawie
  - Rob Kearney, irlandzki rugbysta
  - Emma Laine, fińska tenisistka
  - Valentina Tirozzi, włoska siatkarka
- 27 marca:
  - Yuderqui Contreras, dominikańska sztangistka
  - Ivan Čupić, chorwacki piłkarz ręczny
  - Agata Korc, polska pływaczka
  - Manuel Neuer, niemiecki piłkarz, bramkarz
  - Artur Waś, polski łyżwiarz szybki
  - Chris Lofton, amerykański koszykarz
  - Dawit Jurczenko, ormiański piłkarz pochodzenia rosyjskiego
- 28 marca:
  - Lady Gaga, amerykańska piosenkarka
  - J-Kwon, amerykański raper
  - Nikola Petković, serbski piłkarz
  - Barbora Záhlavová-Strýcová, czeska tenisistka
- 29 marca:
  - Yuri Alvear, kolumbijska judoczka
  - Romina Oprandi, włoska tenisistka
  - Paweł Podsiadło, polski piłkarz ręczny
- 30 marca:
  - Sergio Ramos, hiszpański piłkarz
  - Yanelis Santos, kubańska siatkarka
- 1 kwietnia:
  - Haminu Dramani, ghański piłkarz
  - Monika Nabiałek, polska lekkoatletka, płotkarka
  - Oh Dong-min, południowokoreański aktor
  - Ireen Wüst, holenderska łyżwiarka szybka
- 2 kwietnia:
  - Ibrahim Afellay, holenderski piłkarz pochodzenia marokańskiego
  - Andris Biedriņš, łotewski koszykarz
  - Sandy Gumulya, indonezyjska tenisistka
  - Erica Jarder, szwedzka lekkoatletka, skoczkini w dal
  - Erlana Larkins, amerykańska koszykarka
  - Jekatierina Osiczkina, rosyjska siatkarka
  - Sławomir Sikora, polski koszykarz
- 3 kwietnia:
  - Sarai Álvarez, portorykańska siatkarka
  - Amanda Bynes, amerykańska aktorka
  - Louis-Pierre Mainville, kanadyjski siatkarz
  - Emmanuel Mathias, togijski piłkarz
  - Anna Ogarzyńska, polska narciarka alpejska
  - Marta Wrzesińska, polska siatkarka
- 4 kwietnia:
  - Julian Musiol, niemiecki skoczek narciarski
  - Ołeksandra Horbunowa, ukraińska koszykarka
- 5 kwietnia:
  - Róbert Kasza, węgierski pięcioboista nowoczesny
  - Malwina Ratajczak, polska modelka, zwyciężczyni konkursu Miss Polonia
  - Claudia Salman, niemiecka lekkoatletka, wieloboistka
  - Albiert Sielimow, rosyjski bokser
- 6 kwietnia:
  - Isabella Laböck, niemiecka snowboardzistka
  - Małgorzata Markiewicz, polska piosenkarka, flecistka
  - Bryce Moon, południowoafrykański piłkarz
  - Ryōta Moriwaki, japoński piłkarz
  - Amy Sène, francuska lekkoatletka, młociarka
  - Avinesh Suwamy, fidżyjski piłkarz
  - Olga Tieriochina, rosyjska siatkarka
- 7 kwietnia:
  - Jack Duarte, meksykański aktor, piosenkarz
  - Christian Fuchs, austriacki piłkarz
  - Stine Kufaas, norweska lekkoatletka, skoczkini wzwyż
  - Yu Yang, chińska badmintonistka
- 8 kwietnia:
  - Igor Akinfiejew, rosyjski piłkarz, bramkarz
  - Félix Hernández, wenezuelski baseballista
  - Natalja Iszczenko, rosyjska pływaczka synchroniczna
  - Osvaldo Martínez, paragwajski piłkarz
  - Carlos Santana, dominikański baseballista
  - Erika Sawajiri, japońska piosenkarka, modelka, aktorka
  - Marcelina Stoszek, polska piosenkarka, kompozytorka, autorka tekstów
- 9 kwietnia:
  - Mirna Jukić, austriacka pływaczka pochodzenia chorwackiego
  - Luca Marin, włoski pływak
  - Leighton Meester, amerykańska aktorka, piosenkarka
  - Zhang Hongtao, chiński gimnastyk
- 10 kwietnia:
  - Wałerija Bereżynśka, ukraińska koszykarka
  - Olivia Borlée, belgijska lekkoatletka, sprinterka
  - Fernando Gago, argentyński piłkarz
  - Charde Houston, amerykańska koszykarka
  - Corey Kluber, amerykański baseballista
  - Vincent Kompany, belgijski piłkarz pochodzenia kongijskiego
  - Katarzyna Nowak, polska judoczka
  - Ayesha Takia, indyjska aktorka
- 11 kwietnia:
  - Ali Bernard, amerykańska zapaśniczka
  - Ashley Delaney, australijski pływak
  - David Greene, brytyjski lekkoatleta, płotkarz
  - Tatjana Kosincewa, rosyjska szachistka
  - Dany Nounkeu, kameruński piłkarz
  - Lena Schöneborn, niemiecka pięcioboistka nowoczesna
  - Ramon Sessions, amerykański koszykarz
- 12 kwietnia:
  - Blerim Džemaili, szwajcarski piłkarz pochodzenia albańskiego
  - Marcel Granollers, hiszpański tenisista
  - Ewa Kwiatkowska, polska siatkarka
  - Natalia Maciukiewicz, polska wioślarka
  - Jonathan Pitroipa, burkiński piłkarz
- 14 kwietnia:
  - Rachel Goh, australijska pływaczka
  - Mariusz Pawelec, polski piłkarz
  - Marcin Sójka, polski piosenkarz, autor tekstów, realizator dźwięku
- 15 kwietnia:
  - Ester Dean, amerykańska piosenkarka, autorka tekstów
  - Rebecca Harris, amerykańska koszykarka
  - Sylvain Marveaux, francuski piłkarz
  - Quincy Owusu-Abeyie, ghański piłkarz
- 16 kwietnia:
  - Marek Blahuš, czeski esperantysta, wikipedysta, informatyk
  - Marta Gęga, polska piłkarka ręczna
  - Shinji Okazaki, japoński piłkarz
  - Epke Zonderland, holenderski gimnastyk
- 18 kwietnia:
  - Billy Butler, amerykański baseballista
  - Maurice Edu, amerykański piłkarz
  - Jakov Gojun, chorwacki piłkarz ręczny
  - Adem Kılıççı, turecki bokser
  - Unda Priedīte, łotewska siatkarka
  - Osael Romero, salwadorski piłkarz
  - Mateusz Rutkowski, polski skoczek narciarski (zm. 2024)
  - Efraín Velarde, meksykański piłkarz
  - Zsolt Bánkuti, węgierski zapaśnik
- 19 kwietnia:
  - Matteo Aicardi, włoski piłkarz wodny
  - Jewgienij Biriukow, rosyjski hokeista
  - Katarzyna Brojek, polska siatkarka
  - Dusty Jonas, amerykański lekkoatleta, skoczek wzwyż
  - Candace Parker, amerykańska koszykarka
  - Gabe Pruitt, amerykański koszykarz
  - Coleman Scott, amerykański zapaśnik
  - Arthit Sunthornpit, tajski piłkarz
- 20 kwietnia:
  - Julien Bahain, francuski wioślarz
  - Wladimer Dwaliszwili, gruziński piłkarz
  - Ryan Fenech, maltański piłkarz
  - Naldo Kwasie, surinamski piłkarz
  - Ivan Maraš, czarnogórski koszykarz
  - Natalia Sikora, polska aktorka, piosenkarka
  - Su Dajin, chiński sztangista
- 21 kwietnia:
  - Thiago Cionek, brazylijsko-polski piłkarz
  - Alexander Edler, szwedzki hokeista
  - Niki Paneta, grecka lekkoatletka, trójskoczkini
  - Monika Sikora, polska urzędniczka, polityczka, wiceminister funduszy i polityki regionalnej RP
  - Fanny Smets, belgijska lekkoatletka, tyczkarka
  - Rodney Stuckey, amerykański koszykarz
  - Isabelle Yacoubou-Dehoui, francuska koszykarka pochodzenia benińskiego
- 22 kwietnia:
  - Wiktor Fajzulin, rosyjski piłkarz
  - Amber Heard, amerykańska aktorka, modelka
  - Enwer Lisin, rosyjski hokeista
  - Kim Noorda(inne języki), holenderska modelka
- 23 kwietnia:
  - Piotr Ćwielong, polski piłkarz
  - Gintarė Gaivenytė, litewska kolarka torowa
  - Alysia Johnson, amerykańska lekkoatletka, biegaczka średniodystansowa
  - Katarzyna Kłys, polska judoczka
  - Sven Kramer, holenderski łyżwiarz szybki
  - Yannis Philippakis, brytyjski muzyk[1]
  - Anton Ponkraszow, rosyjski koszykarz
  - Eduardo Schwank, argentyński tenisista
  - Jessica Stam, kanadyjska modelka
  - Aida Szanajewa, rosyjska florecistka
- 24 kwietnia:
  - Takuya Kawamura, japoński koszykarz
  - Dariusz Kuć, polski lekkoatleta, sprinter
  - Rajko Prodanović, serbski piłkarz ręczny
  - Kellin Quinn, amerykański wokalista, członek zespołu Sleeping with Sirens(inne języki)
  - Monika Rosa, polska politolog, polityk, posłanka na Sejm RP
  - Tahyna Tozzi, australijska modelka, piosenkarka, aktorka
- 26 kwietnia:
  - Martin Bogatinow, macedoński piłkarz, bramkarz
  - Braden Gellenthien, amerykański łucznik
  - Marina Gonczarowa, rosyjska lekkoatletka, wieloboistka
  - Zofia Noceti-Klepacka, polska windsurferka
  - Li’or Refa’elow, izraelski piłkarz
  - Julija Zarudniewa, rosyjska lekkoatletka, biegaczka długodystansowa
- 27 kwietnia:
  - Dariusz Batek, polski kolarz górski i szosowy
  - Paweł Kikowski, polski koszykarz
  - Karolina Kominek, polska aktorka
  - Ełena Risteska, macedońska piosenkarka
  - Dinara Safina, rosyjska tenisistka pochodzenia tatarskiego
- 28 kwietnia:
  - Alona Adaszynska, rosyjska zapaśniczka
  - Dillon Gee, amerykański baseballista
  - Puti Kaisar-Mihara, austriacka modelka, tancerka
  - David Krejčí, czeski hokeista
  - Martynas Pocius, litewski koszykarz
  - Keri Sable, amerykańska aktorka pornograficzna
  - Ryan Saunders, amerykański koszykarz
  - Jenna Ushkowitz, amerykańska piosenkarka, aktorka
- 30 kwietnia:
  - Dianna Agron, amerykańska aktorka, piosenkarka
  - Alba María Cabello, hiszpańska pływaczka synchroniczna
  - Rob Elliot, angielski piłkarz, bramkarz
- 1 maja – Cassie Jaye, amerykańska reżyserka i producentka filmowa
- 2 maja:
  - Justyna Banasiak, polska gimnastyczka
  - James Kirk, kanadyjski aktor
  - Amandine Leynaud, francuska piłkarka ręczna, bramkarka
  - Asha Makuto, kenijska siatkarka
  - Katie O’Brien, brytyjska tenisistka
  - Zac Purchase, brytyjski wioślarz
  - Katarzyna Sójka, polska lekarka, działaczka samorządowa, polityk, poseł na Sejm RP
- 3 maja:
  - Homer Bailey, amerykański baseballista
  - Mads Christiansen, duński piłkarz ręczny
  - Kaciaryna Dziehalewicz, białoruska tenisistka
  - Melanie South, brytyjska tenisistka
  - Aleksandra Tierientiewa, rosyjska wioślarka
- 4 maja – Magdalena Krawczyk, polska lekkoatletka, kulomiotka
- 5 maja:
  - Marcos Cáceres, paragwajski piłkarz
  - Edyta Dzieniszewska, polska kajakarka
  - Eva Fernández-Brugués, hiszpańska tenisistka
- 7 maja:
  - Andrij Ahafonow, ukraiński koszykarz
  - Matee Ajavon, amerykańska koszykarka
  - Anton Chudobin, rosyjski hokeista, bramkarz
  - Matt Helders, brytyjski perkusista, członek zespołu Arctic Monkeys
  - Robbie Jarvis, brytyjski aktor
  - Amy Kwolek, brytyjska aktorka
  - Jewgienij Woronow, rosyjski koszykarz
- 8 maja:
  - Pemra Özgen, turecka tenisistka
  - Galen Rupp, amerykański lekkoatleta, długodystansowiec
  - Katarzyna Szlendak, polska judoczka
  - Tobias Viklund, szwedzki hokeista
- 9 maja:
  - Grace Gummer, amerykańska aktorka
  - Ariel Martínez, kubański piłkarz
  - Natalie Olson, brytyjska lekkoatletka, tyczkarka
  - Maureen Williams, nigeryjska lekkoatletka, tyczkarka
  - Yuan Meng, chińska tenisistka
- 10 maja:
  - Fernanda Garay Rodrigues, brazylijska siatkarka
  - Pentala Harikrishna, indyjski szachista
- 12 maja:
  - Im Dong-hyun, południowokoreański łucznik
  - Jonathan Orozco, meksykański piłkarz, bramkarz
  - Christinna Pedersen, duńska badmintonistka
  - Emily VanCamp, kanadyjska aktorka
- 13 maja:
  - Milan Aleksić, serbski piłkarz wodny
  - Lena Dunham, amerykańska aktorka, reżyserka i scenarzystka filmowa
  - Robert Pattinson, brytyjski aktor, muzyk, kompozytor
  - Alexander Rybak, norweski piosenkarz, skrzypek, kompozytor, aktor pochodzenia białoruskiego
  - Hélène Schleck, francuska siatkarka
  - Nino Schurter, szwajcarski kolarz górski
- 14 maja:
  - Alosza, ukraińska piosenkarka, kompozytorka
  - Marco Motta, włoski piłkarz
  - Shelley Glover, amerykańska narciarka alpejska (zm. 2004)
  - Senna Ušić-Jogunica, chorwacka siatkarka
- 15 maja:
  - Jo Aleh, nowozelandzka żeglarka sportowa
  - Brandon Barnes, amerykański baseballista
  - Matías Fernández, chilijski piłkarz
  - Johan Harju, szwedzki hokeista
  - Tomáš Klus, czeski muzyk, gitarzysta i piosenkarz
  - Maibritt Kviesgård, duńska piłkarka ręczna
  - Luis Montes, meksykański piłkarz
  - Marta Stobba, polska piłkarka
- 16 maja:
  - Daryna Apanaszczenko, ukraińska piłkarka
  - Paul Carroll, australijski siatkarz
  - Oskar Deecke, niemiecki hokeista na trawie
  - Karla Echenique, dominikańska siatkarka
  - Megan Fox, amerykańska aktorka, modelka
  - Antonio Gonzales, peruwiański piłkarz
  - Andy Keogh, irlandzki piłkarz
  - Ali Nasser, katarski piłkarz pochodzenia jemeńskiego
  - Drew Roy, amerykański aktor
- 17 maja:
  - Yoann Djidonou, beniński piłkarz, bramkarz
  - Cosmin Hanceanu, rumuński szablista
  - Bojan Jokić, słoweński piłkarz
  - Erin Richards, brytyjska aktorka
- 19 maja – Mario Chalmers, amerykański koszykarz
- 20 maja:
  - Stéphane M’Bia, kameruński piłkarz
  - Jiřina Ptáčníková, czeska lekkoatletka, tyczkarka
  - Matti Juhani Saari, fiński masowy zabójca (zm. 2008)
  - Ana Stilianu, cypryjska pływaczka
  - Rok Stipčević, chorwacki koszykarz
- 21 maja:
  - Yalennis Castillo, kubańska judoczka
  - Andrej Gaćina, chorwacki tenisista stołowy
  - Hwang Kyung-seon, południowokoreańska taekwondzistka
  - Tobias Kamke, niemiecki tenisista
  - Varvara Lepchenko, amerykańska tenisistka
  - Mario Mandžukić, chorwacki piłkarz
  - Janek Samołyk, polski gitarzysta, wokalista, kompozytor, autor tekstów
  - Eder Sánchez, meksykański lekkoatleta, chodziarz
  - Matt Wieters, amerykański baseballista
- 22 maja:
  - Thanduyise Khuboni, południowoafrykański piłkarz
  - Ołeksij Torochtij, ukraiński sztangista
  - Tetiana Wołosożar, ukraińska łyżwiarka figurowa
- 23 maja:
  - Matthew Crampton, brytyjski kolarz torowy
  - Rita Liliom, węgierska siatkarka
  - Alice Mills, australijska pływaczka
  - Alex Renfroe, amerykański koszykarz
  - Carlos Suárez, hiszpański koszykarz
- 24 maja:
  - Mark Ballas, amerykański tancerz, piosenkarz
  - Iwona Brzezińska, polska lekkoatletka, sprinterka
  - Ladislas Douniama, kongijski piłkarz
  - Diana Neaga-Calotă, rumuńska siatkarka
- 25 maja:
  - Rok Marguč, słoweński snowboardzista
  - Joëlle Mbumi Nkouindjin, kameruńska lekkoatletka, skoczkini w dal i trójskoczkini
  - James Morrison, szkocki piłkarz
  - Swietłana Podobiedowa, rosyjsko-kazachska sztangistka
  - Geraint Thomas, brytyjski kolarz szosowy i torowy
  - Luiza Złotkowska, polska łyżwiarka szybka
- 26 maja:
  - Àstrid Bergès-Frisbey, francusko-hiszpańska aktorka
  - Nao Kodaira, japońska łyżwiarka szybka
  - Matti Oivanen, fiński siatkarz
  - Mikko Oivanen, fiński siatkarz
  - Aleksiej Ostapienko, rosyjski siatkarz
  - Wieranika Szutkowa, białoruska lekkoatletka, skoczkini w dal
- 27 maja:
  - Magdalena Pawlaczyk, polska koszykarka
  - Aleksandra Jawor, polska lekkoatletka, biegaczka długodystansowa
  - Emmeline Ragot, francuska kolarka górska
  - Lasse Schöne, duński piłkarz
  - Ihor Szymeczko, ukraiński sztangista
  - Taiana Téré, francuska siatkarka
- 28 maja:
  - Sami Allagui, tunezyjski piłkarz
  - Barbara Bawoł, polska siatkarka
  - Eline Berings, belgijska lekkoatletka, płotkarka
  - Choi Yun-hee, koreańska lekkoatletka, tyczkarka
  - Joseph Cross, amerykański aktor
  - Bryant Dunston, amerykański koszykarz
  - Victoria Hudson, austriacka lekkoatletka, oszczepniczka
  - Petteri Wirtanen, fiński hokeista
- 29 maja:
  - Darja Kustawa, białoruska tenisistka
  - Dylan Postl, amerykański wrestler
- 30 maja:
  - Claudia Beni, chorwacka piosenkarka
  - Nikołaj Bodurow, bułgarski piłkarz
  - Pasha Parfeny, mołdawski piosenkarz, kompozytor
- 31 maja:
  - Serghei Alexeev, mołdawski piłkarz
  - Sopo Chalwaszi, gruzińska piosenkarka
  - Robert Gesink, holenderski kolarz szosowy
  - Sylwia Lisewska, polska piłkarka ręczna
  - Melissa McIntyre, kanadyjska aktorka
  - Waka Flocka Flame, amerykański raper
- 1 czerwca:
  - Anna Haag, szwedzka biegaczka narciarska
  - Moses Ndiema Masai, kenijski lekkoatleta, długodystansowiec
  - Chinedu Obasi, nigeryjski piłkarz
  - Zaurbek Soxiyev, uzbecki zapaśnik pochodzenia osetyjskiego
- 2 czerwca – Marta Jeschke, polska lekkoatletka, sprinterka
- 3 czerwca:
  - Rafael Nadal, hiszpański tenisista
  - Al Horford, dominikański koszykarz
- 4 czerwca:
  - Maksim Azowski, kazachski piłkarz
  - Oona Chaplin, hiszpańska aktorka, tancerka
  - Jarkko Hurme, fiński piłkarz
  - Shane Kippel, kanadyjski aktor
  - Anna Pichura, polska artystka wizualna
  - Micky Yoochun, południowokoreański wokalista, autor tekstów, aktor, członek zespołów: TVXQ i JYJ(inne języki)
- 5 czerwca:
  - Dave Bolland, kanadyjski hokeista
  - Amanda Crew, kanadyjska aktorka
  - Martin Strobel, niemiecki piłkarz ręczny
  - Mami Yoshida, japońska siatkarka
- 6 czerwca:
  - Leslie Carter, amerykańska piosenkarka (zm. 2012)
  - Angela Forsett, amerykańska siatkarka
  - Kim Hyun-joong, południowokoreański aktor, wokalista, lider zespołu SS501
  - Tamara Lunger, włoska wspinaczka, skialpinistka
  - Anastasija Orłowa, rosyjska siatkarka
  - Piotr Trojan, polski aktor, scenarzysta, reżyser
  - Vladimir Volkov, czarnogórski piłkarz pochodzenia serbskiego
- 7 czerwca:
  - Abbos Atoyev, uzbecki bokser
  - Glukoza, rosyjska piosenkarka
  - Koba Kakaladze, gruziński zapaśnik
  - Zsófia Novák, węgierska wioślarka
- 8 czerwca:
  - Sebastian Janicki, polski judoka
  - Siarhiej Krywiec, białoruski piłkarz
  - Hanna Ruljowa, ukraińska koszykarka
  - Andrej Sekera, słowacki hokeista
  - Iwan Sztyl, rosyjski kajakarz, kanadyjkarz
- 9 czerwca:
  - Paulina Biernat, polska tancerka, psycholog, prezenterka telewizyjna
  - Ewa Grzelakowska-Kostoglu, polska youtuberka
  - Mërgim Mavraj, albański piłkarz
  - Adamo Ruggiero, kanadyjski aktor pochodzenia włoskiego
  - Tieng Tiny, kambodżański piłkarz
- 10 czerwca:
  - Marco Andreolli, włoski piłkarz
  - Hajime Hosogai, japoński piłkarz
  - Siergiej Judin, rosyjski szachista
  - Mari Motohashi, japońska curlerka
  - Anja Noske, niemiecka wioślarka
  - Jewgienij Popow, rosyjski zapaśnik
  - Piotr Sobolewski, polski trener siatkarski
  - Tafese Tesfaye, etiopski piłkarz
- 11 czerwca:
  - Sebastian Bayer, niemiecki lekkoatleta, skoczek w dal
  - Fabio Duarte, kolumbijski kolarz szosowy
  - Fiodor Fiodorow, rosyjski hokeista
  - Shia LaBeouf, amerykański aktor, komik, raper, reżyser, scenarzysta i producent filmowy
  - Magaly Solier, peruwiańska aktorka, piosenkarka
- 12 czerwca:
  - Mario Casas, hiszpański aktor, tancerz, model
  - Alexis Crimes, amerykańska siatkarka
  - Anton Filippov, uzbecki szachista, trener
  - Stanisława Komarowa, rosyjska pływaczka
  - Sergio Rodríguez, hiszpański koszykarz
- 13 czerwca:
  - Kat Dennings, amerykańska aktorka
  - Keisuke Honda, japoński piłkarz
  - Jonathan Lucroy, amerykański baseballista
  - James Marcelin, haitański piłkarz
  - Mikałaj Nowikau, białoruski sztangista
  - Ashley Olsen, amerykańska aktorka
  - Mary-Kate Olsen, amerykańska aktorka
  - Måns Zelmerlöw, szwedzki piosenkarz, kompozytor, tancerz
- 15 czerwca:
  - Ołeksandr Areszczenko, ukraiński szachista
  - Małgorzata Cieśla, polska siatkarka
  - Salah Mejri, tunezyjski koszykarz
  - Dawid Ogrodnik, polski aktor
  - Stoya, amerykańska aktorka pornograficzna
- 16 czerwca:
  - Janina Hettich, niemiecka biathlonistka
  - Rafael Hettsheimeir, brazylijski koszykarz
  - Urby Emanuelson, holenderski piłkarz
  - Christoph Lenz, austriacki skoczek narciarski
- 17 czerwca:
  - Helen Glover, brytyjska wioślarka
  - Karolina Kosińska, polska tenisistka
  - Barbara McFarlane, szkocka curlerka
  - Micheal Riddle, kanadyjski narciarz dowolny
  - Damjan Rudež, chorwacki koszykarz
- 18 czerwca:
  - Maksim Bardaczou, białoruski piłkarz
  - Steve Cishek, amerykański baseballista
  - Richard Gasquet, francuski tenisista
  - Richard Madden, szkocki aktor
  - Crystal Renn, amerykańska modelka
- 19 czerwca:
  - Hanne De Haes, belgijska siatkarka
  - Marie Dorin-Habert, francuska biathlonistka
  - Sjoerd Huisman, holenderski łyżwiarz szybki (zm. 2013)
  - Erin Mackey, amerykańska aktorka i piosenkarka
  - Ragnar Sigurðsson, islandzki piłkarz
  - Nathalie Schneitter, szwajcarska kolarka górska
  - Marvin Williams, amerykański koszykarz
- 20 czerwca:
  - Anna Herbich-Zychowicz, polska dziennikarka i reportażystka
  - Allie Quigley, amerykańsko-węgierska koszykarka
  - Jakub Štěpánek, czeski hokeista, bramkarz
  - Dreama Walker, amerykańska aktorka
  - Mateusz Ziółko, polski piosenkarz
- 21 czerwca
  - Aline Cointrel, francuska wioślarka
  - Nadine Horchler, niemiecka biathlonistka
- 23 czerwca:
  - Patrik Hersley, szwedzki hokeista
  - Marti Malloy, amerykańska judoczka
  - Luis Manuel Seijas, wenezuelski piłkarz
- 24 czerwca:
  - Harrison Afful, ghański piłkarz
  - Caroline Burckle, amerykańska pływaczka
  - Aleksandra Gutkowska, polska siatkarka
  - Vüqar Həşimov, azerski szachista (zm. 2014)
  - Solange Knowles, amerykańska piosenkarka, aktorka, modelka
  - Vilija Matačiūnaitė, litewska piosenkarka
  - Amber Rose Revah, brytyjska aktorka
  - Marta Siwka, polska siatkarka
  - Bojana Stamenov, serbska piosenkarka
- 25 czerwca:
  - Charlie Davies, amerykański piłkarz
  - Nadia Fanchini, włoska narciarka alpejska
  - Gabriele Grunewald, amerykańska lekkoatletka, biegaczka średniodystansowa (zm. 2019)
  - Lee Ho-suk, południowokoreański łyżwiarz szybki, specjalista short tracku
  - Mohammed Ali Karim, iracki piłkarz
  - Anna Krawczenko, ukraińska wioślarka
  - Aya Matsuura, japońska piosenkarka
  - Tau, polski raper, producent muzyczny
  - Seda Tokatlıoğlu, turecka siatkarka
  - Pontus Wernbloom, szwedzki piłkarz
- 26 czerwca:
  - Periklis Ilias, grecki kolarz górski i szosowy
  - Stefano Napoleoni, włoski piłkarz
  - Oludamola Osayomi, nigeryjska lekkoatletka, sprinterka
  - Judith Tarus, kenijska siatkarka
  - Yosiri Urrutia, kolumbijska lekkoatletka, skoczkini w dal i trójskoczkini
  - Beata Zawadzka, polska szachistka
- 27 czerwca:
  - Jewgienija Bielakowa, rosyjska koszykarka
  - Drake Bell, amerykański aktor, piosenkarz
  - Sam Claflin, brytyjski aktor
  - Adil Hermach, marokański piłkarz
  - Kevin Hill, kanadyjski snowboardzista
  - LaShawn Merritt, amerykański lekkoatleta, sprinter
  - Laura Peredo, meksykańska zapaśniczka
  - Xie Limei, chińska lekkoatletka, skoczkini w dal
- 28 czerwca:
  - Matthew Abood, australijski pływak
  - Siraba Dembélé, francuska piłkarka ręczna
  - Shūji Endō, japoński skoczek narciarski
  - Petar Nenadić, serbski piłkarz ręczny
- 29 czerwca:
  - Justyna Kojro, polska judoczka
  - Magdalena Leciejewska, polska koszykarka
  - Edward Maya, rumuński muzyk, kompozytor, producent muzyczny
  - George Pisi, samoański rugbysta
  - Miriam Shaded, polska działaczka społeczna pochodzenia syryjskiego
- 30 czerwca:
  - Marion Blondeau, francuska biathlonistka
  - Alicia Fox, amerykańska modelka, wrestlerka
  - Fredy Guarín, kolumbijski piłkarz
  - Allegra Versace, włoska multimilionerka
- 1 lipca:
  - Agnes Monica, indonezyjska piosenkarka, autorka tekstów, aktorka, tancerka, producentka muzyczna
  - Jérémy Amelin, francuski piosenkarz, autor tekstów, tancerz
  - Charlie Blackmon, amerykański baseballista
  - Tatsuya Fukuzawa, japoński siatkarz
  - Takehiro Kanakubo, japoński zapaśnik
  - Giovanni Moreno, kolumbijski piłkarz
  - Karri Rämö, fiński hokeista, bramkarz
- 2 lipca:
  - Lindsay Lohan, amerykańska aktorka, piosenkarka
  - Dax O’Callaghan, brytyjski piosenkarz, aktor, tancerz
  - Bruno Rezende, brazylijski siatkarz
  - Murray Stewart, australijski kajakarz
  - Katie Taylor, irlandzka pięściarka
  - Katarzyna Wajda, polska aktorka
- 3 lipca – Anna Halonen, szwedzka skoczkini narciarska
- 4 lipca:
  - Yū Abiru, japońska piosenkarka, aktorka
  - Ömer Aşık, turecki koszykarz
  - Matt Dalton, kanadyjsko-południowokoreański hokeista, bramkarz
  - Junior Stress, polski wokalista reggae i dancehall
  - Joanna Kapturska, polska siatkarka
  - Inārs Kivlenieks, łotewski saneczkarz
- 5 lipca:
  - Iryna Buriaczok, ukraińska tenisistka
  - Jurij Czeban, ukraiński kajakarz
  - Aszkan Deżagah, irański piłkarz
  - Samuel Honrubia, francuski piłkarz ręczny
  - Piermario Morosini, włoski piłkarz (zm. 2012)
  - Aleksandr Radułow, rosyjski hokeista
  - Olha Wołkowa, ukraińska narciarka dowolna
  - Adam Young, amerykański wokalista, multiinstrumentalista
- 6 lipca:
  - Veronica Angeloni, włoska siatkarka
  - Luigi Di Maio, włoski polityk
  - Sarah Gronert, niemiecka tenisistka
- 7 lipca:
  - Mario Bischin, rumuński piosenkarz
  - Marvin Jefferson, amerykański koszykarz
  - Biesłan Mudranow, rosyjski judoka
  - Weronika Nowakowska, polska biathlonistka
- 8 lipca:
  - Kaiane Aldorino, gibraltarska specjalistka do spraw zasobów ludzkich, amatorska tancerka, zdobywczyni tytułu Miss World
  - Juliane Döll, niemiecka biathlonistka
  - Kenza Farah, francuska piosenkarka pochodzenia algierskiego
  - Susan Krumins, holenderska lekkoatletka, biegaczka średnio- i długodystansowa
- 9 lipca:
  - Sébastien Bassong, kameruński piłkarz
  - Simon Dumont, amerykański narciarz dowolny
  - Severo Meza, meksykański piłkarz
  - Robert Proch, polski malarz, twórca filmów animowanych (zm. 2019)
  - Piroska Szamoránsky, węgierska piłkarka ręczna
  - Kiely Williams, amerykańska aktorka, tancerka
- 10 lipca:
  - Marko Ćetković, czarnogórski piłkarz
  - Daniel Friberg, szwedzki łyżwiarz szybki
  - Maren Fromm, niemiecka siatkarka
  - Andreas Palicka, szwedzki piłkarz ręczny, bramkarz pochodzenia czeskiego
  - Boris Sawczenko, rosyjski szachista
- 11 lipca:
  - Nana Akwasi Asare, ghański piłkarz
  - Raúl García, hiszpański piłkarz
  - Yoann Gourcuff, francuski piłkarz
  - Marco Zanni, włoski polityk
  - Sharnee Zoll, amerykańska koszykarka
- 12 lipca:
  - Simone Laudehr, niemiecka piłkarka
  - JP Pietersen, południowoafrykański rugbysta
  - Maciej Urbanowicz, polski hokeista
- 13 lipca – Ganbatyn Dżarglanczuluun, mongolski łyżwiarz szybki specjalizujący się w short tracku, olimpijczyk
- 15 lipca:
  - Tina Bachmann, niemiecka biathlonistka
  - Anna Burmistrowa, rosyjska biegaczka narciarska i biathlonistka
  - Kinga Ociepka, polska wspinaczka sportowa
  - Olga Żänybekowa, kazachska zapaśniczka
- 17 lipca:
  - Juan Ángel Albín, urugwajski piłkarz
  - Elvir Čolić, bośniacki piłkarz
  - Jane Jepkemboi, kenijska siatkarka
  - Mojo Rawley, amerykański futbolista, wrestler
  - Davide Riccardi, włoski wioślarz
  - Nikola Vujadinović, serbski piłkarz
- 18 lipca:
  - Corina Căprioriu, rumuńska judoczka
  - Anna Fischer, niemiecka aktorka, piosenkarka
  - Claire de Gubernatis, francuska tenisistka
  - James Sorensen, australijski aktor, model
- 19 lipca – Myles McKay, amerykański koszykarz
- 20 lipca – Karolína Bednářová, czeska siatkarka
- 21 lipca:
  - Anthony Annan, ghański piłkarz
  - Livia Brito, meksykańska aktorka
  - Diane Guerrero, amerykańska aktorka
  - Meike Kröger, niemiecka lekkoatletka, skoczkini wzwyż
  - Enikő Mironcic, rumuńska wioślarka
  - Mirosław Orliński, polski polityk, prawnik, poseł na Sejm RP
  - Saki Sugimoto, japońska siatkarka
  - Jason Thompson, amerykański koszykarz
  - Fernando Tielve(inne języki), hiszpański aktor
- 22 lipca:
  - Anna Klimakowa, rosyjska siatkarka
  - Mrozu, polski piosenkarz i producent muzyczny
- 23 lipca:
  - Natasha Hastings, amerykańska lekkoatletka, sprinterka
  - Ayaka Komatsu, japońska aktorka, modelka
  - Jelena Sokołowa, rosyjska lekkoatletka, skoczkini w dal
- 24 lipca:
  - Jonathan Caruana, maltański piłkarz
  - Igor Miśko, rosyjski hokeista (zm. 2010)
  - Megan Park, kanadyjska aktorka, piosenkarka
  - Samuel Tuia, francuski siatkarz
  - Scott Van Slyke, amerykański baseballista
- 25 lipca:
  - Robert Dietrich, niemiecki hokeista (zm. 2011)
  - Rudá Franco, brazylijski piłkarz wodny
  - Andrew Hunter, brytyjski pływak
  - Hulk, brazylijski piłkarz
  - Jarmo Korhonen, fiński siatkarz
  - Colette Meek, kanadyjska siatkarka
  - Maria Pietilä-Holmner, szwedzka narciarka alpejska
  - Emilia Szabłowska, polska kick-boxerka
- 26 lipca:
  - Thiago Alves, brazylijski siatkarz
  - Mickell Gladness, amerykański koszykarz
  - Iwan Kowalow, rosyjski kolarz szosowy i torowy
  - Malwina Kusior, polska aktorka
  - Angela Moroșanu, rumuńska lekkoatletka, sprinterka
  - Lisa Sabino, szwajcarska tenisistka
- 27 lipca – DeMarre Carroll, amerykański koszykarz
- 28 lipca:
  - Tiago Apolónia, portugalski tenisista stołowy
  - Essence Carson, amerykańska koszykarka
  - Terrence Jennings, amerykański taekwondzista
  - Dossa Júnior, cypryjski piłkarz pochodzenia portugalskiego
  - Lauri Korpikoski, fiński hokeista
  - Wieniamin Rieszetnikow, rosyjski szablista
  - Darin Ruf, amerykański baseballista
- 29 lipca:
  - Anton Biełow, rosyjski hokeista
  - Cho Ha-ri, południowokoreańska łyżwiarka szybka, specjalistka short tracku
  - Laëtitia Le Corguillé, francuska kolarka BMX
  - Camelia Lupascu, rumuńska wioślarka
  - Nikołaj Nikołow, bułgarski siatkarz
  - Adam Weisman, amerykański aktor
- 30 lipca:
  - Mariana Costa, brazylijska siatkarka
  - Li Qian, polska tenisistka stołowa pochodzenia chińskiego
  - Elif Jale Yeşilırmak, turecka zapaśniczka pochodzenia rosyjskiego
- 31 lipca:
  - Paola Espinosa, meksykańska skoczkini do wody
  - Aleksandra Kluś, polska narciarka alpejska
  - Jewgienij Małkin, rosyjski hokeista
  - Aneta Piotrowska, polska tancerka, fotomodelka
  - Tomasz Rzymkowski, polski prawnik i polityk, poseł na Sejm RP, wiceminister
  - Swietłana Slepcowa, rosyjska biathlonistka
- 1 sierpnia:
  - Josh Harder, amerykański polityk, kongresmen
  - Elijah Kelley, amerykański aktor, piosenkarz, tancerz
  - Anton Strålman, szwedzki hokeista
  - Jelena Wiesnina, rosyjska tenisistka
  - Jekatierina Wietkowa, rosyjska piłkarka ręczna
- 2 sierpnia:
  - Waleed Jassem, katarski piłkarz
  - Amanda Polk, amerykańska wioślarka
  - David Hart Smith, kanadyjski wrestler pochodzenia brytyjskiego
- 3 sierpnia:
  - Charlotte Casiraghi, członkini monakijskiej rodziny książęcej
  - Darja Domraczewa, białoruska biathlonistka
  - Ludwik, luksemburski książę
- 4 sierpnia:
  - Cicinho, brazylijski piłkarz
  - Oleg Iwanow, rosyjski piłkarz
  - Luke Patience, brytyjski żeglarz sportowy
  - Yoon Jin-hee, południowokoreańska sztangistka
- 5 sierpnia:
  - Paula Creamer, amerykańska golfistka
  - Tian Qing, chińska badmintonistka
  - Jekatierina Ułanowa, rosyjska siatkarka
  - Tatsuhiro Yonemitsu, japoński zapaśnik
  - Kathrin Zettel, austriacka narciarka alpejska
- 8 sierpnia:
  - Anton Awdiejew, rosyjski szpadzista
  - Kateryna Bondarenko, ukraińska tenisistka
  - Neri Cardozo, argentyński piłkarz
  - Kasper Hämäläinen, fiński piłkarz
  - Daniel Kachniarz, polski hokeista, bramkarz
- 9 sierpnia – Wania Monteiro, gimnastyczka artystyczna z Republiki Zielonego Przylądka
- 10 sierpnia:
  - Rheeza Grant, trynidadzko-tobagijska siatkarka
  - Andrea Sestini Hlaváčková, czeska tenisistka
  - Aurélien Joachim, luksemburski piłkarz
  - Mariusz Kałużny, polski samorządowiec, działacz sportowy, poseł na Sejm RP
  - Naketia Swanier, amerykańska koszykarka
  - Aleksandra Vasiljević, bośniacka biathlonistka
- 12 sierpnia:
  - Alessandra Amoroso, włoska wokalistka
  - Fabio Francolini, włoski łyżwiarz szybki
  - Maryna Markiewicz, białoruska zapaśniczka
  - Brad Martin, kanadyjski snowboardzista
- 13 sierpnia:
  - Hwang Youn-joo, południowokoreańska siatkarka
  - Demetrious Johnson, amerykański zawodnik mieszanych sztuk walki
  - Mohammed Kasoula, katarski piłkarz
- 14 sierpnia:
  - Rafał Bochenek, polski konferansjer, prezenter, samorządowiec, polityk, rzecznik prasowy Rady Ministrów, poseł na Sejm RP
  - Nicholas Ffrost, australijski pływak
  - Rainford Kalaba, zambijski piłkarz
  - Karolina Kalska, polska piłkarka ręczna
  - Daniel King, brytyjski żużlowiec
  - Selwyn Sese Ala, vanuacki piłkarz (zm. 2015)
  - Gabriella Szabó, węgierska kajakarka
- 15 sierpnia:
  - Vadim Bolohan, mołdawski piłkarz
  - Natalia Kills, brytyjska piosenkarka, aktorka
  - Biesik Kuduchow, rosyjski zapaśnik (zm. 2013)
  - Li Jianrou, chińska łyżwiarka szybka, specjalistka short tracku
  - Anna Segal, australijska narciarka dowolna
- 16 sierpnia:
  - Audrey Bitoni, amerykańska aktorka pornograficzna
  - Petra Chocová, czeska pływaczka
  - Yū Darvish, japoński baseballista pochodzenia irańskiego
  - Martín Maldonado, portorykański baseballista
  - Sarah Pavan, kanadyjska siatkarka
  - Shawn Pyfrom, amerykański aktor
- 17 sierpnia:
  - Marcus Berg, szwedzki piłkarz
  - Rudy Gay, amerykański koszykarz
  - Juliet Itoya, hiszpańska lekkoatletka, skoczkini w dal
  - Dienis Korniłow, rosyjski skoczek narciarski
  - Tyrus Thomas, amerykański koszykarz
- 19 sierpnia:
  - Paweł Grabowski, polski prawnik, politolog, polityk, poseł na Sejm RP
  - Saori Kimura, japońska siatkarka
  - Lehlohonolo Majoro, południowoafrykański piłkarz
  - Rúben Micael, portugalski piłkarz
- 20 sierpnia:
  - Ryō Katsuji, japoński aktor
  - Lim Su-jeong, południowokoreańska taekwondzistka
  - Luis Alberto Marco, hiszpański lekkoatleta, średniodystansowiec
  - Daniel Martin, irlandzki kolarz szosowy
  - James Sangala, malawijski piłkarz
  - Steven Zalewski, amerykański hokeista pochodzenia polskiego
- 21 sierpnia:
  - Romano Battisti, włoski wioślarz
  - Usain Bolt, jamajski lekkoatleta, sprinter
  - Wout Brama, holenderski piłkarz
  - Ana Radović, czarnogórska piłkarka ręczna
  - Denisa Rosolová, czeska lekkoatletka, skoczkini w dal, sprinterka, płotkarka i wieloboistka
  - Paetongtarn Shinawatra, tajska polityk, premier Tajlandii
  - Wiera Wietrowa, rosyjska siatkarka
- 22 sierpnia:
  - Jolene Anderson, amerykańska koszykarka
  - Norman Bröckl, niemiecki kajakarz
  - Stephen Ireland, irlandzki piłkarz
  - Keiko Kitagawa, japońska aktorka
  - Adrian Neville, brytyjski wrestler
  - Natalia Wiśniewska, polska hokeistka na trawie
- 23 sierpnia:
  - Christine Day, jamajska lekkoatletka, sprinterka
  - Tomasz Malasiński, polski hokeista
  - Sean Morrell, fidżyjski rugbysta
  - Jennifer Simpson, amerykańska lekkoatletka, biegaczka średnio- i długodystansowa
  - Vic Wild, amerykańsko-rosyjski snowboardzista
- 24 sierpnia:
  - Joseph Akpala, nigeryjski piłkarz
  - Jean Alexandre, haitański piłkarz
  - Cha Dong-min, południowokoreański taekwondzista
  - Anna Manikowska-Wawrzyniak, polska siatkarka
  - Miguel Samudio, paragwajski piłkarz
  - Fabiano Santacroce, włoski piłkarz pochodzenia brazylijskiego
- 25 sierpnia:
  - Rona Nishliu, kosowska piosenkarka, prezenterka radiowa
  - Zhao Yunlei, chińska badmintonistka
- 26 sierpnia:
  - Izabela Adamczyk, polska judoczka
  - Big K.R.I.T., amerykański raper, producent muzyczny
  - Tiffany Brown, amerykańska koszykarka
  - Cassie, amerykańska piosenkarka, aktorka, modelka
  - Ivo van der Putten, holenderski kolarz BMX
  - Erik Lyche Solheim, norweski skoczek narciarski
  - Kerstin Thiele, niemiecka judoczka
  - Damian Ukeje, polski piosenkarz
  - Pasuta Wongwieng, tajska lekkoatletka, tyczkarka
- 27 sierpnia – Sebastian Kurz, austriacki polityk, kanclerz Austrii
- 28 sierpnia:
  - Stuart Bithell, brytyjski żeglarz sportowy
  - Jeff Green, amerykański koszykarz
  - Armie Hammer, amerykański aktor pochodzenia żydowskiego
  - Edward Kennett, brytyjski żużlowiec
  - Machmud Magomiedow, rosyjsko-azerski zapaśnik
  - Gilad Szalit, izraelski żołnierz
  - Dragan Travica, włoski siatkarz pochodzenia serbskiego
  - Florence Welch, brytyjska wokalistka, kompozytorka, autorka tekstów, członkini zespołu Florence and the Machine
  - Shavonte Zellous, amerykańsko-chorwacka koszykarka
- 29 sierpnia:
  - Andrey Amador, kostarykański kolarz szosowy
  - Nicolae Calancea, mołdawski piłkarz, bramkarz
  - Lauren Collins, kanadyjska aktorka
  - Hajime Isayama, japoński mangaka
  - Lea Michele, amerykańska aktorka, piosenkarka
  - Tomasz Ochońko, polski koszykarz
- 30 sierpnia:
  - Sebastián Leto, argentyński piłkarz
  - Bryony Raine, brytyjska lekkoatletka, tyczkarka
  - Ryan Ross, amerykański wokalista, gitarzysta, członek zespołu The Young Veins
  - Aldo Simoncini, sanmaryński piłkarz
- 31 sierpnia:
  - Timur Bagautdinow, rosyjski piłkarz
  - William Collazo, kubański lekkoatleta, sprinter
  - Feng Tianwei, singapurska tenisistka stołowa
  - Lene Nielsen, duńska curlerka
  - Raca, polski raper (zm. 2019)
  - Melanie Schlanger, australijska pływaczka
  - Blake Wheeler, amerykański hokeista
  - D.J. White, amerykański koszykarz
- 1 września:
  - Ewelina Basińska, polska judoczka
  - Jewgienij Ektow, kazachski lekkoatleta, trójskoczek
  - Jiang Ning, chiński piłkarz
  - Francis Kasonde, zambijski piłkarz
  - Gaël Monfils, francuski tenisista
  - Stella Mwangi, norwesko-kenijska piosenkarka
  - Jean Sarkozy, francuski polityk
  - Lauri Tukonen, fiński hokeista
  - Szachar Zubari, izraelski żeglarz sportowy
- 2 września:
  - Corey Cogdell, amerykańska strzelczyni sportowa
  - Gelson Fernandes, szwajcarski piłkarz pochodzenia kabowerdyjskiego
  - Cecilia Grubbström, szwedzka piłkarka ręczna
  - Rafik Halliche, algierski piłkarz
  - Kyle Hines, amerykański koszykarz
  - Tomasz Hutkowski, polski bokser
  - Willie Overtoom, kameruński piłkarz
  - Jakub Veselý, czeski siatkarz
- 3 września:
  - Romana Vyňuchalová, słowacka koszykarka
  - Tiffany Géroudet, szwajcarska szpadzistka
  - Kathrin Lang, niemiecka biathlonistka
  - Akżurek Tanatarow, kazachski zapaśnik
  - Shaun White, amerykański snowboardzista
- 4 września:
  - Alexandra Borbély, węgierska aktorka
  - Faider Hernández, kolumbijski bokser
  - Aaron Hunt, niemiecki piłkarz
  - Rafał Moks, polski zawodnik MMA (zm. 2022)
  - James Younghusband, filipiński piłkarz
- 5 września:
  - Florencia Benítez, argentyńska aktorka, piosenkarka
  - Giovanni Bonini, sanmaryński piłkarz
  - Kris Bright, nowozelandzki piłkarz
  - Tomasz Grzywaczewski, polski dziennikarz i podróżnik
  - Scott Higginbotham, australijski rugbysta
  - Izabela Janachowska-Jabłońska, polska tancerka
  - Aleksandr Riazancew, rosyjski piłkarz
- 6 września:
  - Mantas Kalnietis, litewski koszykarz
  - Alexander Grimm, niemiecki kajakarz górski
  - Martin Jakš, czeski biegacz narciarski
  - Thomas Lüthi, szwajcarski motocyklista wyścigowy
  - Raven Riley, amerykańska aktorka pornograficzna
  - Anna von Hausswolff, szwedzka piosenkarka
- 7 września:
  - Laimutis Adomaitis, litewski zapaśnik
  - Brian Brendell, namibijski piłkarz
  - Fanny Fischer, niemiecka kajakarka
  - Jennifer Hudak, amerykańska narciarka dowolna
  - Denis Istomin, uzbecki tenisista
  - Jamea Jackson, amerykańska tenisistka
  - Motlalepula Mofolo, lesotyjski piłkarz
- 8 września:
  - Carlos Bacca, kolumbijski piłkarz
  - Johan Dahlin, szwedzki piłkarz, bramkarz
  - Enikõ Erõs, węgierska lekkoatletka, tyczkarka
  - João Moutinho, portugalski piłkarz
  - Kiriłł Nababkin, rosyjski piłkarz
  - Julija Rycikawa, białoruska koszykarka
  - Rosemarie Whyte, jamajska lekkoatletka, sprinterka
  - Krystal Vaughn, amerykańska koszykarka
- 9 września:
  - Jason Lamy Chappuis, francuski kombinator norweski
  - Svetlana Dukule, łotewska siatkarka
  - Brittney Reese, amerykańska lekkoatletka, skoczkini w dal
  - Wang Guanyin, chiński gimnastyk
  - Makoto Matsuura, japońska siatkarka
- 10 września:
  - Francis Litsingi, kongijski piłkarz
  - Angel McCoughtry, amerykańska koszykarka
- 11 września:
  - Ismail Abdullatif, bahrajński piłkarz
  - Sonja Barjaktarović, czarnogórska piłkarka ręczna, bramkarka
  - Walerij Borczin, rosyjski lekkoatleta, chodziarz
  - Tomasz Buczak, polski judoka
  - Masako Hozumi, japońska łyżwiarka szybka
  - Robert Ng’ambi, malawijski piłkarz
  - Laura Orgué, hiszpańska biegaczka narciarska
  - LaToya Sanders, amerykańsko-turecka koszykarka
  - Rishod Sobirov, uzbecki judoka
- 12 września:
  - Alfie Allen, brytyjski aktor
  - Joanne Jackson, brytyjska pływaczka
  - Yūto Nagatomo, japoński piłkarz
  - Emmy Rossum, amerykańska aktorka, piosenkarka
- 13 września:
  - Kamui Kobayashi, japoński kierowca wyścigowy Formuły 1
  - Ludmiła Priwiwkowa, rosyjska curlerka
  - Sean Williams, amerykański koszykarz
- 14 września:
  - Ahmad Abdel-Halim, jordański piłkarz
  - Laura Castelli, włoska polityk
  - Luis Fuentes, meksykański piłkarz
  - Courtney Mathewson, amerykańska piłkarka wodna
  - Moon Sung-min, południowokoreański siatkarz
  - Steven Naismith, szkocki piłkarz
  - Barış Özbek, niemiecki piłkarz pochodzenia tureckiego
  - Berat Sadik, fiński piłkarz pochodzenia albańskiego
  - Ai Takahashi, japońska piosenkarka, aktorka
- 15 września:
  - Aleksandr Biessmiertnych, rosyjski biegacz narciarski
  - Cristina Chiabotto, włoska modelka
  - Dionte Christmas, amerykański koszykarz
  - Sanja Jovanović, chorwacka pływaczka
  - Heidi Montag, amerykańska piosenkarka, autorka tekstów, osobowość telewizyjna pochodzenia niemieckiego
  - Dejan Vinčić, słoweński siatkarz
  - Peter Wilson, brytyjski strzelec sportowy
- 16 września:
  - Gordon Beckham, amerykański baseballista
  - Alexander Fischer, duński piłkarz
  - Magdalena Fularczyk-Kozłowska, polska wioślarka
  - Ian Harding, amerykański aktor
  - Hasib Hussain, brytyjski terrorysta pochodzenia pakistańskiego (zm. 2005)
  - Hosejn Mahini, irański piłkarz
  - Kyla Pratt, amerykańska aktorka, piosenkarka
  - Beata Rainczuk, polska judoczka
  - Jonas Van Genechten, belgijski kolarz szosowy
- 18 września – Tomasz Schuchardt, polski aktor
- 19 września:
  - Leon Best, irlandzki piłkarz
  - Jurica Buljat, chorwacki piłkarz
  - Gerald Ciolek, niemiecki kolarz szosowy
  - Céline Goberville, francuska strzelczyni sportowa
  - Kaciaryna Zakreuska, białoruska siatkarka
- 20 września:
  - Cristian Ansaldi, argentyński piłkarz
  - Alexandra Putra, polsko-francuska pływaczka
  - Nurtas Kurgulin, kazachski piłkarz
  - A.J. Ramos, wenezuelski baseballista
- 21 września:
  - Magdalena Drop, polska lekkoatletka, skoczkini wzwyż
  - Walter Hodge, portorykański koszykarz
  - Lindsey Stirling, amerykańska skrzypaczka, kompozytorka, tancerka
- 22 września:
  - Agnieszka Buczyńska, polska aktywistka społeczna, polityk
  - Yassine Chikhaoui, tunezyjski piłkarz
  - Tessa Parkinson, australijska żeglarka sportowa
- 23 września:
  - Eduarda Amorim, brazylijska piłkarka ręczna
  - Kaylee DeFer, amerykańska aktorka
  - Bartosz Frankowski, polski sędzia piłkarski
  - Mansur Isajew, rosyjski judoka
  - Daniił Iwanow, rosyjski żużlowiec
  - Tomasz Kozłowski, polski hokeista
  - Shin A-lam, południowokoreańska szpadzistka
- 25 września:
  - Heidi El Tabakh, kanadyjska tenisistka pochodzenia egipskiego
  - Steve Forrest, amerykański perkusista, członek zespołu Placebo
  - Rafał Karcz, polski kick-boxer
  - Sally Kehoe, australijska wioślarka
  - Ryu Jun-yeol, południowokoreański aktor
  - Albert Subirats, wenezuelski pływak
- 26 września:
  - Abdelhafid Benchabla, algierski bokser
  - Gary Chalandon, francuski kierowca wyścigowy
  - Roxana Cogianu, rumuńska wioślarka
  - Martin Keller, niemiecki lekkoatleta, sprinter
  - Ashley Leggat, kanadyjska aktorka
  - Nikolaj Øris Nielsen, duński piłkarz ręczny
- 27 września:
  - Sean Doolittle, amerykański baseballista
  - Alexandru Epureanu, mołdawski piłkarz
  - Drago Gabrić, chorwacki piłkarz
  - Məhəmmədrəsul Məcidov, azerski bokser pochodzenia dargijskiego
  - Nadieżda Michałkowa, rosyjska aktorka
  - Tamás Priskin, węgierski piłkarz
  - Stéphane Ruffier, francuski piłkarz, bramkarz
  - Matt Shoemaker, amerykański baseballista
  - Natasha Thomas, duńska piosenkarka
  - Yass, niemiecka piosenkarka pochodząca z Saint Lucia
- 28 września:
  - Renato Arapi, albański piłkarz
  - Marta Dzióbek, polska łyżwiarka figurowa
  - Andrés Guardado, meksykański piłkarz
  - Akiko Ino, japońska siatkarka
  - Anna Wojna, polska lekkoatletka, biegaczka długodystansowa
- 29 września:
  - Oliver Barbosa, filipiński szachista
  - Lauren Bosworth, amerykańska osobowość telewizyjna
  - Delara Darabi, irańska przestępczyni (zm. 2009)
  - Ilaria Garzaro, włoska siatkarka
  - Aleksandr Gripicz, rosyjski lekkoatleta, tyczkarz
  - Stefan Hula, polski skoczek narciarski
  - Inika McPherson, amerykańska lekkoatletka, skoczkini wzwyż
- 30 września:
  - Joan Cañellas, hiszpański piłkarz ręczny
  - Sonny Flame, rumuński piosenkarz
  - Olivier Giroud, francuski piłkarz
  - Katarzyna Górniak, polska brydżystka
  - Cal O’Reilly, kanadyjski hokeista
  - Władimir Ostrouszko, rosyjski rugbysta
  - Cristián Zapata, kolumbijski piłkarz
- 1 października:
  - Kalyna Roberge, kanadyjska łyżwiarka szybka, specjalistka short tracku
  - Natalia Rybicka, polska aktorka
  - Ewelina Ryznar, polska siatkarka
  - Prashanth Sellathurai, australijski gimnastyk pochodzenia lankijskiego
  - Zhou Weiqi, chiński szachista
- 2 października:
  - Camilla Belle, amerykańska aktorka
  - Regiane Bidias, brazylijska siatkarka
  - Jacinta Boyd, australijska lekkoatletka, skoczkini w dal
  - Kiko Casilla, hiszpański piłkarz, bramkarz
  - Szymon Jędrzejczak, polski pływak (zm. 2005)
  - Jola Tubielewicz, polska piosenkarka, kompozytorka
- 3 października – Wolha Płaszkowa, białoruska wioślarka
- 4 października:
  - Bárbara Arenhart, brazylijska piłkarka ręczna, bramkarka
  - Anna Ciarkowska, polska pisarka, literaturoznawczyni
  - Ana Citlidze, gruzińska polityczka
  - Clarencia Jones, belizeńska lekkoatletka, tyczkarka
  - Mariela Scarone, argentyńska hokeistka na trawie
  - Lauren Underwood, amerykańska polityk, kongreswoman
  - Nina Wisłowa, rosyjska badmintonistka
- 5 października:
  - Rui Costa, portugalski kolarz szosowy
  - Waleri Domowczijski, bułgarski piłkarz
  - Nikita Kurbanow, rosyjski koszykarz
  - Paweł Leończyk, polski koszykarz
  - Edyta Nawrocka, polska piosenkarka, autorka tekstów, aktorka, tancerka, prezenterka telewizyjna
  - Tanner Roark, amerykański baseballista
  - Novica Veličković, serbski koszykarz
- 6 października:
  - Wiera Duszewina, rosyjska tenisistka
  - Marion Josserand, francuska narciarka dowolna
  - Tereza Kerndlová, czeska piosenkarka
  - Adam Kokoszka, polski piłkarz
  - Olivia Thirlby, amerykańska aktorka
- 7 października:
  - Tuomas Kiiskinen, fiński hokeista
  - Roguy Méyé, gaboński piłkarz
  - Gunnar Nielsen, farerski piłkarz, bramkarz
  - Bree Olson, amerykańska aktorka pornograficzna
  - Holland Roden, amerykańska aktorka
  - Dicoy Williams, jamajski piłkarz
- 8 października:
  - Edgar Castillo, amerykański piłkarz pochodzenia meksykańskiego
  - Paulina Dutkiewicz-Raś, polska siatkarka
  - Camilla Herrem, norweska piłkarka ręczna
  - Adela Popescu, rumuńska piosenkarka, aktorka
  - Sasha Sidorenko, polska i ukraińska pięściarka
- 9 października:
  - Juan Esteban Arango, kolumbijski kolarz torowy i szosowy
  - Irina Gordiejewa, rosyjska lekkoatletka, skoczkini wzwyż
  - Jessica Hewitt, kanadyjska łyżwiarka szybka, specjalistka short tracku
  - Derek Holland, amerykański baseballista
  - Laure Manaudou, francuska pływaczka
  - David Phelps, amerykański baseballista
- 10 października:
  - Navion Boyd, jamajski piłkarz
  - Szimon Abu Chacira, izraelski piłkarz
  - Ezequiel Garay, argentyński piłkarz
  - Panajotis Glikos, grecki piłkarz, bramkarz
  - Nathan Jawai, australijski koszykarz
  - Dzmitryj Kamarouski, białoruski piłkarz
  - Andrew McCutchen, amerykański baseballista
  - Katarzyna Rusek, polska piłkarka
  - Romain Saladini, francuski kolarz górski
  - Dzmitryj Wierchaucou, białoruski piłkarz
- 12 października:
  - Niccolò Gitto, włoski piłkarz wodny
  - Christa Harmotto, amerykańska siatkarka
  - Li Wenliang, chiński lekarz, okulista (zm. 2020)
  - Paweł Oziabło, polski gitarzysta, członek zespołów: Oddział Zamknięty, Acoustic Works, Kingdom Waves i Schody
  - Rafał Zawierucha, polski aktor
- 13 października:
  - Gabriel Agbonlahor, angielski piłkarz pochodzenia nigeryjskiego
  - Adán Balbín, peruwiański piłkarz
  - Carlos Banteaux, kubański bokser
  - Petja Cekowa, bułgarska siatkarka
  - Elena Pirozhkova, amerykańska zapaśniczka pochodzenia rosyjskiego
  - Laura Schiavone, włoska wioślarka
  - Kit Weyman, kanadyjski aktor, muzyk
- 14 października:
  - Kelly-Ann Baptiste, trynidadzko-tobagijska lekkoatletka, sprinterka
  - Anastasija Docenko, rosyjska biegaczka narciarska
  - Sandra Gruszczyńska, polska judoczka
  - Henrique, brazylijski piłkarz
  - Cameron Jerome, angielski piłkarz
  - Aleksandr Kazakevič, litewski zapaśnik
  - Saber Khelifa, tunezyjski piłkarz
  - Ileana Leyendeker, argentyńska siatkarka
  - Wesley Matthews, amerykański koszykarz
  - Miuosh, polski raper, producent muzyczny
- 15 października:
  - Karolina Gniadek, polska wioślarka
  - Carlo Janka, szwajcarski narciarz alpejski
  - Marcel de Jong, kanadyjski piłkarz pochodzenia holenderskiego
  - Marie Sebag, francuska szachistka
- 16 października:
  - Michael Chidi Alozie, nigeryjski piłkarz
  - Éva Csernoviczky, węgierska judoczka
  - Inna, rumuńska piosenkarka
  - Jordan Larson-Burbach, amerykańska siatkarka
  - Craig Pickering, brytyjski lekkoatleta, sprinter
  - Samuel Pizzetti, włoski pływak
- 17 października:
  - Marcedes Walker, amerykańska koszykarka, psiadająca także azerskie obywatelstwo
  - Aija Brumermane, łotewska koszykarka
  - Constant Djakpa, iworyjski piłkarz
  - Iwan Kasutin, rosyjski hokeista, bramkarz
  - Amina Mahamat, czadyjska lekkoatletka, tyczkarka
  - Mohombi, szwedzko-kongijski piosenkarz, tancerz
  - Leyla Tuifua, francuska siatkarka
  - Adam Van Bendler, polski komik, stand-uper, konferansjer, aktor, scenarzysta, reżyser oraz producent skeczy internetowych i teledysków
- 18 października:
  - Leanny Castañeda Simón, kubańska siatkarka
  - Aline Ferreira, brazylijska zapaśniczka
  - Petar Jelić, bośniacki piłkarz
  - Lukas Jorkas, cypryjski piosenkarz
  - Krzysztof Szczucki, polski prawnik, urzędnik państwowy
- 19 października:
  - Ricardo Blas Jr., guamski judoka
  - Monday James, nigeryjski piłkarz
  - Ma Yunwen, chińska siatkarka
- 20 października:
  - Ryan Bedford, amerykański łyżwiarz szybki, specjalista short tracku
  - Jillian Gallays, kanadyjska zapaśniczka
  - Weronika Gawlik, polska piłkarka ręczna
  - Laura Larsen-Strecker, amerykańska wioślarka
  - Paweł Lewandowski, polski politolog, urzędnik państwowy
- 21 października – Almen Abdi, szwajcarski piłkarz
- 22 października:
  - Stefanie Karg, niemiecka siatkarka
  - Vegard Swensen, norweski skoczek narciarski
  - Antoinette Borg, maltańska koszykarka
  - Yuka Ebihara, japońsko-polska tancerka baletowa
- 23 października:
  - Emilia Clarke, brytyjska aktorka
  - Briana Evigan, amerykańska aktorka
  - Olga Frycz, polska aktorka
  - Walerij Lichodiej, rosyjski koszykarz
  - Jessica Stroup, amerykańska aktorka, modelka
- 24 października:
  - Dániel Böde, węgierski piłkarz
  - Drake, kanadyjski aktor
  - Anna Łapuszczenkowa, rosyjska tenisistka
  - Ihar Szytau, białoruski piłkarz
- 25 października:
  - Noris Cabrera, kubańska siatkarka
  - Demond Carter, amerykański koszykarz
  - Roger Espinoza, honduraski piłkarz
  - Ryōko Fuda, japońska tenisistka
  - Eddie Gaven, amerykański piłkarz
  - Jekatierina Szumiłowa, rosyjska biathlonistka
  - Karol Ząbik, polski żużlowiec
- 26 października:
  - Uwe Gensheimer, niemiecki piłkarz ręczny
  - James Gist, amerykański koszykarz
  - Kinga Ruszczyńska, polska pięściarka
  - Jakub Rzeźniczak, polski piłkarz
  - Amy Sheehan, australijska narciarka dowolna
  - Grigorij Sulemin, rosyjski judoka
- 27 października:
  - Anna Cruz, hiszpańska koszykarka
  - Andressa Fernandes, brazylijska judoczka
  - Alba Flores, hiszpańska aktorka
  - Crystal Langhorne, amerykańska koszykarka
  - Jon Niese, amerykański baseballista
  - Matty Pattison, południowoafrykański piłkarz
  - Gabriel Thomson, brytyjski aktor
  - David Warner australijski krykiecista
  - Dustin Watten, amerykański siatkarz
  - Lou Williams, amerykański koszykarz
- 29 października:
  - Paulina James, amerykańska aktorka pornograficzna
  - Myriam Soumaré, francuska lekkoatletka, sprinterka pochodzenia mauretańskiego
  - Derek Theler, amerykański aktor scenarzysta i producent filmowy i telewizyjny
- 30 października:
  - Sebastián Crismanich, argentyński taekwondzista
  - Desmond Jennings, amerykański baseballista
  - Yuka Katō, japońska pływaczka
  - Margareta Kozuch, niemiecka siatkarka pochodzenia polskiego
  - Thomas Morgenstern, austriacki skoczek narciarski
  - Peter Pekarík, słowacki piłkarz
  - Tamera Young, amerykańska koszykarka
- 31 października:
  - Nazik Awdaljan, ormiańska sztangistka
  - Stéphanie Dubois, kanadyjska tenisistka
  - Michelle Pavão, brazylijska siatkarka
  - Monique Pavão, brazylijska siatkarka
  - Elsad Zverotić, czarnogórski piłkarz
- 1 listopada:
  - Penn Badgley, amerykański aktor
  - Ksenija Balta, estońska lekkoatletka, skoczkini w dal
  - Marija Frołowa, rosyjska siatkarka
  - Anastasija Jakimawa, białoruska tenisistka
- 2 listopada:
  - Pablo Armero, kolumbijski piłkarz
  - Héctor Barberá, hiszpański motocyklista wyścigowy
  - Romela Begaj, albańska sztangistka
  - Izuagbe Ugonoh, polski bokser, aktor pochodzenia nigeryjskiego
- 3 listopada – Mihăiță Lazăr, rumuński rugbysta
- 4 listopada:
  - Jevgēņijs Borodavko, łotewski judoka
  - Alsény Camara, gwinejski piłkarz
  - Kristin Cast, amerykańska pisarka
  - Alexz Johnson, kanadyjska aktorka, piosenkarka
  - Daniele Cristine Marcelo de Oliveira, brazylijska siatkarka
  - Szymon Pawłowski, polski piłkarz
- 5 listopada:
  - BoA, południowokoreańska piosenkarka, aktorka, modelka
  - Giulia Decordi, włoska siatkarka
  - Cimafiej Dziejniczenka, białoruski zapaśnik
  - Matthew Goss, australijski kolarz szosowy i torowy
  - Ian Mahinmi, francuski koszykarz
  - Kasper Schmeichel, duński piłkarz, bramkarz
  - Nodiko Tatiszwili, gruziński piosenkarz
  - Kristina Trubina, kazachska siatkarka
  - Alexander Wolfe, niemiecki wrestler
- 6 listopada:
  - Craig Bryson, szkocki piłkarz
  - Thomas De Gendt, belgijski kolarz szosowy
  - Katie Leclerc, amerykańska aktorka
  - Adrian Mierzejewski, polski piłkarz
  - Conor Sammon, irlandzki piłkarz
  - Adam Saunders, australijski aktor
  - Won Ok-im, północnokoreańska judoczka
  - Mustapha Khalfi, marokańsko-holenderski piłkarz
- 7 listopada:
  - Yurizan Beltran, amerykańska modelka i aktorka pornograficzna (zm. 2017)
  - Jérémy Cadot, francuski florecista
  - Dmytro Czyhrynski, ukraiński piłkarz
  - Julija Paratowa, ukraińska sztangistka
- 8 listopada:
  - Patricia Mayr-Achleitner, austriacka tenisistka
  - İlkin Şahbazov, azerski zawodnik taekwondo
  - Aaron Swartz, amerykański programista, działacz polityczny i internetowy pochodzenia żydowskiego (zm. 2013)
- 10 listopada:
  - Ilias Iliadis, grecki judoka pochodzenia gruzińskiego
  - Lucy Griffiths, brytyjska aktorka
  - Josh Peck, amerykański piosenkarz, aktor, komik
  - Agnieszka Piotrkowska, polska piłkarka ręczna
  - Samuel Wanjiru, kenijski lekkoatleta, długodystansowiec (zm. 2011)
- 11 listopada:
  - Lisa Ann Karcić, chorwacka koszykarka
  - Greta Salóme Stefánsdóttir, islandzka piosenkarka, skrzypaczka
  - François Trinh-Duc, francuski rugbysta
  - Milena Vučić, czarnogórska piosenkarka
- 12 listopada:
  - Ignazio Abate, włoski piłkarz
  - Amândio Felipe da Costa, angolski piłkarz
  - Gong Jinjie, chińska kolarka torowa
  - Nedum Onuoha, angielski piłkarz pochodzenia nigeryjskiego
  - Anna Sznyrowska, polska piłkarka
- 13 listopada:
  - Siergiej Bakulin, rosyjski lekkoatleta, chodziarz
  - Francesca Devetag, włoska siatkarka
  - Wade Miley, amerykański baseballista
  - Jan Sarnowski, polski prawnik, urzędnik państwowy, wiceminister
  - Kwame Watson-Siriboe, amerykański piłkarz
  - Johann Witt, niemiecki bokser
- 15 listopada:
  - Mokhtar Ghyaza, tunezyjski koszykarz
  - Jessica Jones, amerykańska siatkarka
  - Marcin Korcz, polski aktor
  - Sania Mirza, indyjska tenisistka
  - Jeffree Star, amerykański piosenkarz, wizażysta, projektant mody
- 16 listopada:
  - Darja Bielakina, rosyjska pływaczka
  - Mikałaj Czarniak, białoruski sztangista
  - Omar Mateen, amerykański masowy morderca pochodzenia afgańskiego (zm. 2016)
  - Aleksiej Murygin, rosyjski hokeista, bramkarz
- 18 listopada:
  - Marie Růžičková, słowacka koszykarka
  - Kateřina Böhmová, czeska tenisistka
  - Pablo Lyle, meksykański model, aktor
  - Arseniusz (Łazarow), bułgarski biskup prawosławny
  - James Thompson, południowoafrykański wioślarz
- 19 listopada:
  - Jeannie Ortega, amerykańska aktorka, piosenkarka, tancerka, autorka tekstów
  - Dayron Robles, kubański lekkoatleta, płotkarz
  - Jessicah Schipper, australijska pływaczka
  - Milan Smiljanić, serbski piłkarz
- 20 listopada:
  - Cristina Barcellini, włoska siatkarka
  - Edder Delgado, honduraski piłkarz
  - Ashley Fink, amerykańska aktorka
  - Jared Followill, amerykański basista, członek zespołu Kings of Leon
  - Sławomir Mentzen, polski ekonomista i polityk
  - Oliver Sykes, brytyjski muzyk, wokalista, członek zespołu Bring Me the Horizon
- 21 listopada:
  - Ben Bishop, amerykański hokeista, bramkarz
  - Kristof Goddaert, belgijski kolarz szosowy (zm. 2014)
  - Kseniya Koçyiğit, azerska siatkarka
  - Florent Payet, francuski kolarz górski
  - Xavier Torres Buigues, hiszpański piłkarz
  - Karolina Zawiła, polska lekkoatletka, skoczkini w dal i wzwyż
- 22 listopada:
  - Saskia de Jonge, holenderska pływaczka
  - Sławina Kolewa, bułgarska siatkarka
  - Alan Marcinkowski, polski żużlowiec
  - Oscar Pistorius, południowoafrykański niepełnosprawny lekkoatleta, sprinter, zabójca
  - Sebastián Zurita, meksykański aktor, producent filmowy
- 23 listopada:
  - Alejandro Alfaro, hiszpański piłkarz
  - Iwan Bandałowski, bułgarski piłkarz pochodzenia macedońskiego
  - Alexandra Rosenfeld, francuska zwyciężczyni konkursów piękności
- 24 listopada:
  - Sebastian Bachmann, niemiecki florecista
  - Souleymane Keïta, malijski piłkarz
  - Franziska Konitz, niemiecka judoczka
  - Pedro León, hiszpański piłkarz
  - Ryan Whiting, amerykański lekkoatleta, kulomiot
- 25 listopada:
  - Katie Cassidy, amerykańska aktorka, modelka, piosenkarka
  - Benjamin Starke, niemiecki pływak
- 26 listopada:
  - Carly Gullickson, amerykańska tenisistka
  - Lazar Hayward, amerykański koszykarz
  - Tereza Hlavsová, czeska biathlonistka (zm. 2006)
  - Aneta Langerová, czeska piosenkarka
  - Bauke Mollema, holenderski kolarz szosowy
  - Trevor Morgan, amerykański aktor
- 27 listopada:
  - Anna Baran, polska koszykarka
  - Laura Brown, kanadyjska kolarka szosowa i torowa
  - Gabriel Hauche, argentyński piłkarz
  - Arba Kokalari, szwedzka polityk pochodzenia albańskiego
  - Władisław Kryklij, ukraiński polityk
- 28 listopada:
  - Edyta Jasińska, polska kolarka szosowa i torowa
  - Magdalena Piekarska, polska szpadzistka
  - Johnny Simmons(inne języki), amerykański aktor
  - Christopher Richard Stringini, amerykański wokalista, członek zespołu US5
  - Alfred Kirwa Yego, kenijski lekkoatleta, średniodystansowiec
- 29 listopada:
  - Barbara Hetmańska, polska piosenkarka
  - Lukas Kampa, niemiecki siatkarz
  - Muhammad Taufiq, indonezyjski piłkarz
- 30 listopada:
  - Paweł Albiński, polski pianista, kompozytor
  - Maria Apoleika, polska malarka, graficzka, ilustratorka, autorka komiksów
  - Salvatore Bocchetti, włoski piłkarz
  - Boggie, węgierska piosenkarka
  - Jordan Farmar, amerykański koszykarz
  - Jewgienija Liniecka, izraelska tenisistka
- 1 grudnia:
  - DeSean Jackson, amerykański futbolista
  - Bogumiła Pyziołek, polska siatkarka
  - Tonimir Sokol, chorwacki zapaśnik
- 2 grudnia:
  - Cory Gathercole, australijski żużlowiec
  - Weronika Kapszaj, ukraińska tenisistka
  - Renee Montgomery, amerykańska koszykarka
  - Tal Wilkenfeld, australijska muzyk, kompozytorka, wokalistka, instrumentalistka, producentka muzyczna
- 3 grudnia:
  - Peter Lambert, brytyjsko-południowoafrykański wioślarz
  - Stephanie Roorda, kanadyjska kolarka torowa i szosowa
  - Radek Smoleňák, czeski hokeista
  - Iryna Truszkina, ukraińska siatkarka
  - Krzysztof Jakóbczyk, polski koszykarz
- 5 grudnia:
  - James Hinchcliffe, kanadyjski kierowca wyścigowy
  - Cathrine Larsåsen, norweska lekkoatletka, tyczkarka
  - Maxime Marotte, francuski kolarz górski
  - Zbigniew Pakleza, polski szachista
  - Aleksandr Rumiancew, rosyjski łyżwiarz szybki
- 6 grudnia:
  - Sean Edwards, monakijski kierowca wyścigowy (zm. 2013)
  - Małgorzata Lubera, polska siatkarka
  - Stefan Pawłowski, polski aktor
- 7 grudnia:
  - Ledian Memushaj, albański piłkarz
  - Jakov Milatović, czarnogórski polityk, prezydent Czarnogóry
  - Julian Palmieri, francuski piłkarz
  - Daniel Pfister, austriacki saneczkarz
  - Jenifer Widjaja, brazylijska tenisistka
- 8 grudnia:
  - Walentina Artiemjewa, rosyjska pływaczka
  - Szeran Jeni, izraelski piłkarz
  - Amir Khan, brytyjski bokser pochodzenia pakistańskiego
  - Marine Rougeot, francuska biathlonistka
  - Kate Voegele, amerykańska piosenkarka
- 9 grudnia:
  - Kamila Chudzik, polska lekkoatletka, wieloboistka
  - Jarno Koskiranta, fiński hokeista
  - Bartosz Piasecki, norweski szpadzista pochodzenia polskiego
  - Miriam Welte, niemiecka kolarka torowa
- 10 grudnia:
  - Anicka van Emden, holenderska judoczka
  - Mohammed Gassid, iracki piłkarz, bramkarz
  - Zuzanna Trzcińska, polska wioślarka
- 11 grudnia – Roy Hibbert, amerykański koszykarz
- 12 grudnia:
  - Daddy Birori, rwandyjski piłkarz
  - Barna Bor, węgierski judoka
  - Lucas Calabrese, argentyński żeglarz sportowy
  - Catalina Fernández, kostarykańska siatkarka
  - Qri, południowokoreańska aktorka, piosenkarka
  - Ayoub El Khaliqi, marokański piłkarz
- 13 grudnia:
  - Joanna Bałdyga, polska lekkoatletka, oszczepniczka
  - Mikael Lustig, szwedzki piłkarz
  - Ewelina Wojnarowska, polska kajakarka
- 15 grudnia:
  - Lauren Boebert, amerykańska polityk, kongreswoman
  - Kim Jun-su, południowokoreański piosenkarz, członek zespołu Dong Bang Shin Ki
  - Radosław Majewski, polski piłkarz
  - Mikaila, amerykańska piosenkarka
  - Aleksandra Prykowska, polska aktorka
- 16 grudnia:
  - Jason Burnett, kanadyjski gimnastyk
  - Paulina Buziak, polska lekkoatletka, chodziarka
  - Nicole Fawcett, amerykańska siatkarka
  - Jaclyn Halko, polska wioślarka
  - Roland Müller, austriacki skoczek narciarski
  - Paweł Rychlik, polski farmaceuta, samorządowiec, polityk, poseł na Sejm RP
  - Przemysław Zamojski, polski koszykarz
- 17 grudnia:
  - Emma Bell, amerykańska aktorka
  - Andrés Fernández, hiszpański piłkarz, bramkarz
  - Olga Gołowkina, rosyjska lekkoatletka, biegaczka długodystansowa
  - Besart Ibraimi, macedoński piłkarz
  - Fatima Siad, somalijska modelka pochodzenia etiopskiego
- 18 grudnia:
  - Anett Bősz, węgierska ekonomistka
  - Adenizia Ferreira da Silva, brazylijska siatkarka
  - François Hamelin, kanadyjski łyżwiarz szybki, specjalista short tracku
  - Henrik Toft Hansen, duński piłkarz ręczny
  - Lindsay Robins, kanadyjska piosenkarka, autorka tekstów
  - Adam Stachowiak, polski piłkarz, bramkarz
  - Cwetelina Zarkowa, bułgarska siatkarka
- 19 grudnia:
  - Ryan Babel, holenderski piłkarz, raper
  - Lazaros Christodulopulos, grecki piłkarz
  - Zuzana Hejnová, czeska lekkoatletka, płotkarka
  - Satoshi Ishii, japoński judoka
  - Miguel Lopes, portugalski piłkarz
- 20 grudnia:
  - Tamás Lőrincz, węgierski sztangista
  - Johnny Palacios, honduraski piłkarz
  - Oksana Sliwienko, ukraińska sztangistka
- 24 grudnia:
  - Ana Brenda Contreras, meksykańska aktorka, piosenkarka
  - Kyryło Fesenko, ukraiński koszykarz
  - Theodor Gebre Selassie, czeski piłkarz pochodzenia etiopskiego
  - Lee Yong, południowokoreański piłkarz
  - Riyo Mori, japońska instruktorka tańca
  - Subrata Pal, indyjski piłkarz, bramkarz
- 25 grudnia:
  - Alex Hepburn, brytyjska piosenkarka, autorka tekstów
  - Paweł Mróz, polski judoka
  - Deborah Scanzio, włoska narciarka dowolna
  - Yurika Sema, japońska tenisistka
- 26 grudnia:
  - Joe Alexander, amerykański koszykarz
  - Manuel Broekman, holenderski aktor, model
  - Sara Carlsson, szwedzka curlerka
  - Kit Harington, brytyjski aktor
  - Hugo Lloris, francuski piłkarz, bramkarz
  - Błażej Parda, polski samorządowiec, polityk, poseł na Sejm RP
  - Mauro da Silva, brazylijski lekkoatleta, skoczek w dal
  - Charles Templon, francuski aktor
  - Tseng Li-cheng, tajwańska taekwondzistka
- 27 grudnia:
  - Sandra Auffarth, niemiecka jeźdźczyni sportowa
  - Torah Bright, australijska snowboardzistka
  - Shelly-Ann Fraser-Pryce, jamajska lekkoatletka, sprinterka
  - Jónas Tór Næs, farerski piłkarz
  - Marco Ritzberger, liechtensteiński piłkarz
- 28 grudnia:
  - Bocundji Ca, piłkarz z Gwinei Bissau
  - Tom Huddlestone, angielski piłkarz
  - Ana Jelušić, chorwacka narciarka alpejska
  - Agnieszka Szwarnóg, polska lekkoatletka, chodziarka
- 29 grudnia:
  - Ilie Cebanu, mołdawski piłkarz, bramkarz
  - Ally Maki, amerykańska aktorka
  - Sanjar Tursunov, uzbecki piłkarz pochodzenia rosyjskiego
- 30 grudnia:
  - Onyekachi Apam, nigeryjski piłkarz
  - Domenico Criscito, włoski piłkarz
  - Marcelo Díaz, chilijski piłkarz
  - Ellie Goulding, brytyjska wokalistka, gitarzystka
  - Nikki Harris, brytyjska kolarka przełajowa, górska i szosowa
  - Mohamed Koffi, burkiński piłkarz
  - Dawid Lewicki(inne języki), polski siatkarz
  - Caity Lotz, amerykańska aktorka
  - Shane Perkins, australijski kolarz torowy
  - Tatiana Soledad Rizzo, argentyńska siatkarka
  - Gianni Zuiverloon, holenderski piłkarz
- 31 grudnia:
  - Bryan Davis, amerykański koszykarz
  - Emmanuel Koné, iworyjski piłkarz
  - Olga Raonić, serbska siatkarka
  - Florent Rouamba, burkiński piłkarz

- data dzienna nieznana:
  - Dariusz Kotwica, seryjny morderca
  - Mudar Ramadan, syryjski aktor

## Zdarzenia astronomiczne
- Widoczna kometa Halleya.
- 9 kwietnia – częściowe zaćmienie Słońca
- 24 kwietnia – zaćmienie Księżyca
- 3 października – obrączkowe zaćmienie Słońca
- 17 października – zaćmienie Księżyca
- 13 listopada – przejście Merkurego na tle tarczy Słońca

## Nagrody Nobla
- z fizyki – Ernst Ruska, Gerd Binnig, Heinrich Rohrer
- z chemii – Dudley R. Herschbach, Yuan T. Lee, John C. Polanyi
- z medycyny – Stanley Cohen, Rita Levi-Montalcini
- z literatury – Wole Soyinka
- nagroda pokojowa – Elie Wiesel
- z ekonomii – James M. Buchanan

## Święta ruchome
- Tłusty czwartek: 6 lutego
- Ostatki: 11 lutego
- Popielec: 12 lutego
- Niedziela Palmowa: 23 marca
- Pamiątka śmierci Jezusa Chrystusa: 24 marca
- Wielki Czwartek: 27 marca
- Wielki Piątek: 28 marca
- Wielka Sobota: 29 marca
- Wielkanoc: 30 marca
- Poniedziałek Wielkanocny: 31 marca
- Wniebowstąpienie Pańskie: 8 maja
- Zesłanie Ducha Świętego: 18 maja
- Boże Ciało: 29 maja